# Joan Miró
« Miró » redirige ici. Pour les autres significations, voir Miro.
Vous lisez un « article de qualité » labellisé en 2010.
Joan Miró, né à Barcelone le 20 avril 1893 et mort à Palma de Majorque le 25 décembre 1983, est un peintre, sculpteur, graveur et céramiste catalan. Se définissant avant tout comme « Catalan international », il est l'un des principaux représentants du mouvement surréaliste.
Son œuvre reflète son attrait pour le subconscient, pour l'« esprit enfantin » et pour son pays. À ses débuts, il montre de fortes influences fauvistes, cubistes et expressionnistes, avant d'évoluer dans de la peinture plane avec un certain côté naïf. Le tableau intitulé La Ferme, peint en 1921, est l'une des toiles les plus connues de cette époque.
Suivant son départ pour Paris, son œuvre devient plus onirique, ce qui correspond aux grandes lignes du mouvement surréaliste auquel il adhère. Dans de nombreux entretiens et écrits des années 1930, Miró manifeste son désir d'abandonner les méthodes conventionnelles de la peinture, pour — selon ses propres mots — « les tuer, les assassiner ou les violer », favorisant ainsi une forme d'expression contemporaine. Il ne veut se plier à aucune exigence, ni à celles de l'esthétique et de ses méthodes, ni à celles du surréalisme.
En son honneur, la Fondation Joan-Miró a été créée à Barcelone, en 1975. C'est un centre culturel et artistique, dévolu à la présentation des nouvelles tendances de l'art contemporain. Elle est initialement alimentée par un important fonds offert par le maître. D'autres lieux possèdent d'importantes collections d'œuvres de Miró, comme la Fondation Pilar et Joan Miró de Palma de Majorque, le Musée national d'art moderne de Paris, le musée d'art moderne de Lille et le Museum of Modern Art de New York.

## Biographie

### Enfance et études (1893-1918)
Joan Miró i Ferrà naît le 20 avril 1893 dans un passage proche de la plaça Reial de Barcelone. Son père, Miquel Miró i Adzeries, fils d'un forgeron de Cornudella, est orfèvre et possède une bijouterie-horlogerie. Il fait la rencontre de Dolorès Ferrà i Oromí, la fille d'un ébéniste de Majorque avec laquelle il se marie. Le couple s'établit dans la rue du Crédit, à Barcelone, où naissent par la suite leurs deux enfants, Joan et Dolorès. Joan commence à dessiner dès l'âge de huit ans.
Miró respecte le vœu de son père et commence par étudier le commerce, à partir de 1907, pour avoir une bonne formation et réussir à être « quelqu'un dans la vie ». Cependant, il abandonne ces études pour s'inscrire, la même année, à l'École des beaux-arts de La Llotja. Joan y suit des cours du soir, notamment ceux de Modest Urgell et de Josep Pascó. Les dessins de 1907 conservés à la Fondation Joan-Miró sont empreints de l'influence du premier. D'autres dessins du maître, exécutés peu avant sa mort, portent la mention « en souvenir de Modest Urgell » et résument la profonde affection de Miró envers son professeur. Il reste également des dessins de l'époque où Miró reçoit les cours de Josep Pascó, professeur d'arts décoratifs de l'époque moderniste. On y trouve par exemple les dessins d'un paon et d'un serpent. Miró apprend de ce professeur la simplicité de l'expression et les tendances artistiques à la mode,.
À dix-sept ans, Miró travaille durant deux ans comme commis dans un magasin de denrées coloniales, jusqu'à ce que, en 1911, il contracte le typhus et soit obligé de se retirer dans une ferme de famille, à Mont-roig del Camp, dans les environs de Tarragone. Il y prend conscience de son attachement à la terre catalane.
Toujours en 1911, il entre à l'École d'art tenue par l'architecte baroque Francisco Galli, à Barcelone, avec la ferme résolution d'être peintre. Malgré des réticences, son père appuie sa vocation. Il y demeure trois ans durant puis fréquente l'Académie libre du Cercle Saint-Luc, y dessinant d'après modèles nus jusqu'en 1918. En 1912, il intègre donc l'académie d'art dirigée par Francesc d'Assís Galí i Fabra, et y découvre les dernières tendances artistiques européennes. Il assiste à ses cours jusqu'à la fermeture du centre en 1915. En parallèle, Miró suit les enseignements du Cercle artistique de Saint-Luc où il apprend le dessin d'après nature. Dans cette association, il rencontre Josep Francesc Ràfols, Sebastià Gasch, Enric Cristòfor Ricart et Josep Llorens i Artigas avec qui il constitue le groupe artistique intitulé Groupe Courbet, qui se fait connaître le 28 février 1918, en apparaissant dans un encart du journal La Publicitat.
Miró découvre la peinture moderne à la galerie Dalmau de Barcelone, qui expose depuis 1912 des peintures impressionnistes, fauvistes et cubistes. En 1915, il décide de s'installer dans un atelier, qu'il partage avec son ami Ricart. Il fait la rencontre de Picabia deux ans plus tard.

### Premières expositions puis notoriété (1918-1923)

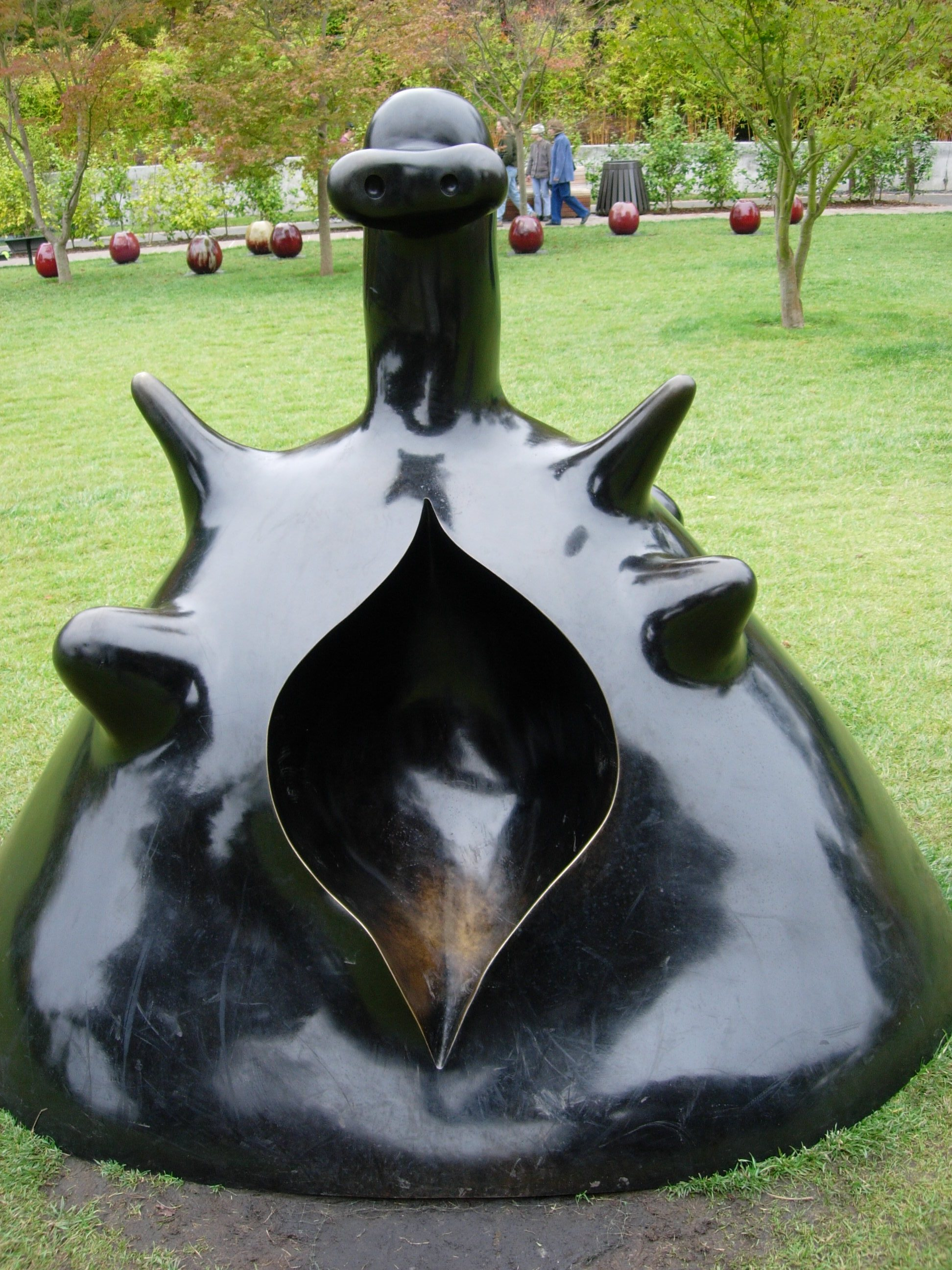
Grande maternité, bronze (San Francisco)

#### Premières œuvres
Les Galeries Dalmau de Barcelone accueillent la première exposition individuelle de Joan Miró, du 16 février au 3 mars 1918. Le peintre catalan est exposé parmi d'autres artistes d'influences diverses. L'exposition regroupe 74 œuvres, paysages, natures mortes et portraits. Ses premières peintures dénotent une influence claire de la tendance postimpressionniste française, du fauvisme et du cubisme. Les toiles de 1917, Ciurana, le village et Ciurana, l'église, montrent une proximité avec les couleurs de Van Gogh et les paysages de Cézanne, le tout renforcé par une palette sombre.
L'une des toiles de cette époque qui attire le plus l'attention est Nord-Sud, du nom d'une revue française de 1917, dans laquelle Pierre Reverdy écrit à propos du cubisme. Dans cette œuvre, Miró mêle des traits de Cézanne avec des symboles peints à la façon des cubistes, Juan Gris et Pablo Picasso. La toile Portrait de V. Nubiola annonce la fusion du cubisme avec d'agressives couleurs fauves. Durant ce même printemps 1917, Miró expose au Cercle artistique de Saint-Luc avec les membres du Groupe Courbet.
Miró continue pendant des années à passer ses étés à Mont-roig, comme il en avait l'habitude. Il abandonne là-bas les couleurs et les formes dures utilisées jusqu'alors pour les remplacer par d'autres plus subtiles. Il explique cette démarche dans une lettre du 16 juillet 1918 à son ami Ricart :

« Pas de simplifications ni d’abstractions. En ce moment je ne m’intéresse qu’à la calligraphie d’un arbre ou d’un toit, feuille par feuille, branche par branche, herbe par herbe, tuile par tuile. Ceci ne veut pas dire que ces paysages deviendront cubistes ou rageusement synthétiques. Après, on verra. Ce que je me propose de faire est de travailler longtemps sur les toiles et de les achever autant que possible. À la fin de la saison et après avoir tant travaillé, peu importe si j'ai peu de toiles. L'hiver prochain, messieurs les critiques continueront à dire que je persiste dans ma désorientation. »

— Joan Miró,
Dans les paysages peints à cette époque, Miró use d'un vocabulaire nouveau, fait d'iconographie et de symboles méticuleusement sélectionnés et organisés. Par exemple, dans les Vignes et oliviers de Mont-roig, les racines qui sont dessinées sous la terre, et qui sont complètement individualisées, représentent une connexion physique avec la terre.

#### Paris, puisLa Ferme(1921-1922)
Miró entreprend en 1919 son premier voyage à Paris. Ce n'est alors qu'un simple séjour, mais le peintre se fixe durablement dans la capitale française au début des années 1920. Après avoir logé quelque temps à l'hôtel Namur, rue Delambre, puis dans un meublé de la rue Berthollet, le sculpteur Pablo Gargallo l'aide à trouver un atelier au 45, rue Blomet, où il peut déposer ses tableaux.
En 1922, Jean Dubuffet lui laisse son appartement rue Gay-Lussac. Au 45, rue Blomet, Miró rencontre des peintres et des écrivains qui deviennent ses amis : André Masson, Max Jacob, Antonin Artaud. Ce lieu devient un creuset effervescent où s'élaborent un nouveau langage et une nouvelle sensibilité. Miró y retrouve Michel Leiris et Armand Salacrou. L'atelier est situé à quelques centaines de mètres de la rue du Château, où habitent Yves Tanguy, Marcel Duhamel et Jacques Prévert. Les deux groupes se rencontrent souvent et nouent des amitiés chaleureuses. La plupart d'entre eux rejoindront le surréalisme. « La rue Blomet, c'est un lieu, un moment décisif pour moi. J'y ai découvert tout ce que je suis, tout ce que je deviendrai. C'était le trait d'union entre le Montmartre des surréalistes, et les “attardés” de la rive gauche. »
Miró ne retourne en Espagne que durant les périodes estivales. Il rencontre des membres du mouvement Dada et retrouve Picasso qu'il avait connu à Barcelone. Il se lie d'amitié avec les poètes Pierre Reverdy, Max Jacob et Tristan Tzara. En 1921 a lieu sa première exposition parisienne à la galerie La Licorne (organisé par Josep Dalmau), préfacée par Maurice Raynal. Avec cette exposition s'achève sa période dite « réaliste »,,,.
De 1921 à 1922, Miró travaille sur La Ferme, qui est l'œuvre principale de cette époque dite « détailliste ». Commencé à Mont-roig et achevé à Paris, ce tableau contient en germe toutes les possibilités que le peintre reprend par la suite en les infléchissant vers le fantastique. C'est une œuvre de base, une œuvre clé, synthèse de toute une période. La relation mythique maintenue par le maître avec la terre est résumée par cette toile qui représente la ferme de sa famille de Mont-roig. Il sépare le graphisme au caractère ingénu et réaliste des objets, les animaux domestiques, les plantes avec lesquelles l'être humain travaille et les objets quotidiens de l'homme. Tout est étudié dans le moindre détail, dans ce qu'on appelle la « calligraphie mirónienne », et qui est le point de départ du surréalisme de Miró dans les années suivantes. Les dernières œuvres de sa période « réaliste » sont terminées dès 1923 : Intérieur (La Fermière), Fleurs et papillon, La Lampe à carbure, L'Épi de blé, Grill et lampe à carbure.
Une fois La Ferme achevée, l'auteur décide de la vendre pour des motifs économiques. Léonce Rosenberg, qui s'occupe des toiles de Pablo Picasso, accepte de la prendre en dépôt. Après quelque temps, et devant l'insistance de Miró, le galeriste propose au peintre de partager l'œuvre en toiles plus petites afin d'en faciliter la commercialisation. Miró, furieux, récupère la peinture à son atelier avant de la confier à Jacques Viot de la galerie Pierre. Celui-ci la vend à l'écrivain américain Ernest Hemingway, pour 5 000 francs.

### Le surréalisme (1923-1930)

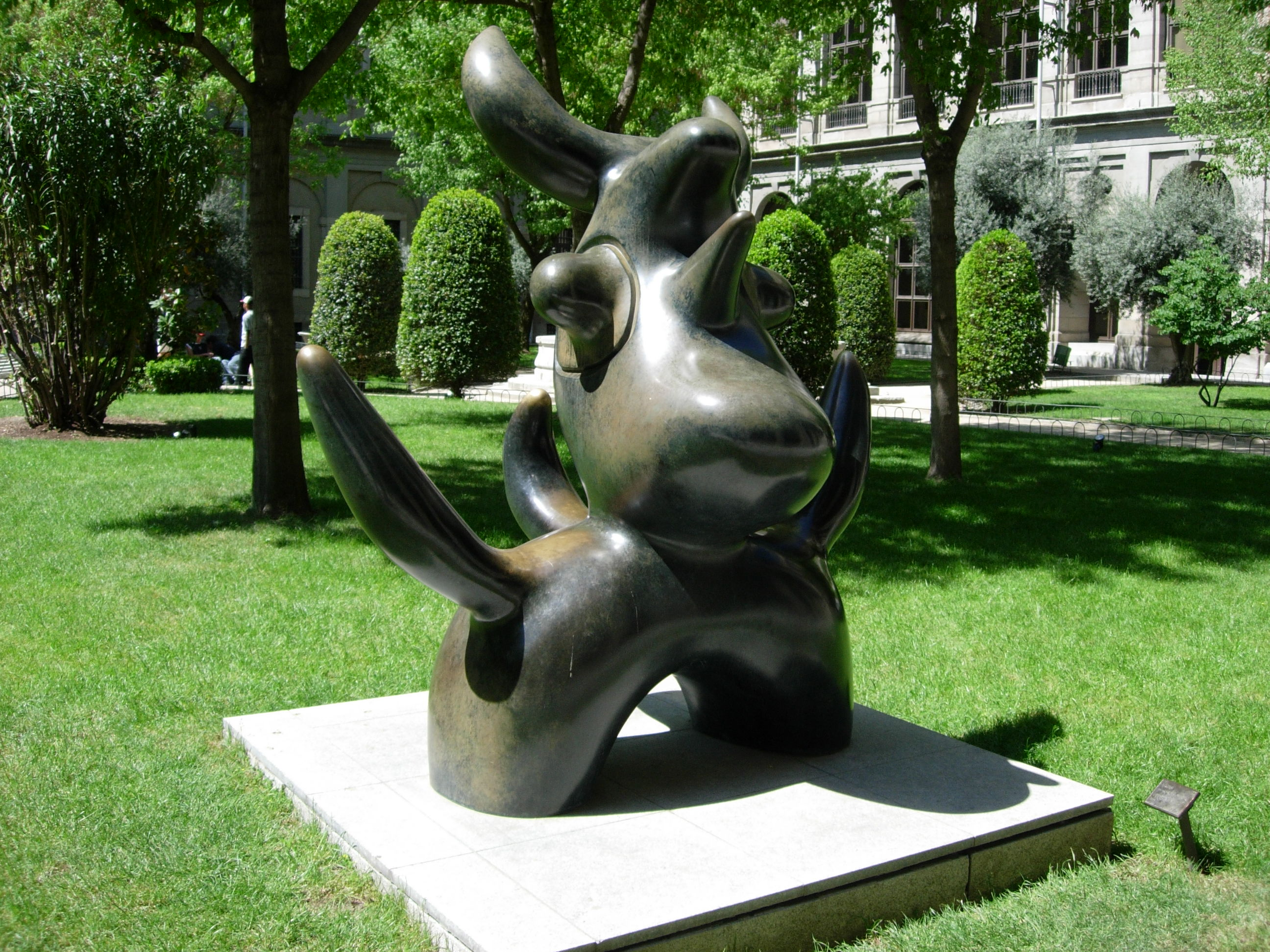
Oiseau lunaire, Madrid (1966).

#### Rencontres à Paris
À Paris, en 1924, l'artiste rencontre des poètes surréalistes, dont Louis Aragon, André Breton, Paul Éluard, Philippe Soupault, animateurs de la revue Littérature et créateurs, en 1924, du surréalisme. Miró est cordialement introduit dans le groupe. Breton définit le surréalisme par rapport à la peinture comme « une vacance totale, une crise absolue du modèle ». Le modèle ancien, pris dans le monde extérieur n'est plus et ne peut plus être. Celui qui va lui succéder, pris dans le monde intérieur, n'est pas encore découvert.
À cette époque, Miró vit une crise personnelle. La réalité extérieure ne l'inspire plus. Il doit maintenant lutter contre le réalisme, la tradition, la convention, l'académisme et le cubisme, et se frayer un chemin personnel au-delà de Duchamp et de Picabia, pour inventer un langage nouveau. La présence d'amis sûrs et engagés dans la même aventure que lui hâte la rupture décisive qu'il est en train de provoquer. Miró signe à leurs côtés le Manifeste du surréalisme. André Breton affirme ainsi que Miró est « le plus surréaliste d'entre nous ».
Durant cette période, le maître abandonne son style détailliste. Il travaille à la synthèse des éléments magiques déjà présents dans ses travaux antérieurs. Pendant l'été 1924, il affine sa schématisation des formes, avec notamment le Paysage catalan (également titré : Le Chasseur), où sa peinture devient de plus en plus géométrique. On y retrouve des formes simples : le disque, le cône, l'équerre et le triangle. Il réduit l'objet à une ligne qui peut être droite, courbe ou pointillée. Son « lyrisme spontané de la ligne vivante, avec une progressive intrusion dans le merveilleux », aboutit ainsi à l'idéogramme dans un espace irréaliste et à ces « tableaux à déchiffrer », à partir desquels Miró aborde la série « que par commodité nous appellerons “les fonds gris” », et dont Pastorale, La Lampe espagnole, Portrait de Mademoiselle K, La Famille, et Portrait d'une danseuse espagnole, font partie.

Pour André Breton, Miró constitue une recrue de choix pour le mouvement surréaliste. 

« L'entrée tumultueuse de Miró en 1924 marque une date importante de l'art surréaliste. Miró […] franchit d'un bond les derniers barrages qui pouvaient encore faire obstacle à la totale spontanéité de l'expression. À partir de là, sa production atteste d'une liberté qui n'a pas été dépassée. On peut avancer que son influence sur Picasso, qui rallie le surréalisme deux ans plus tard, a été en grande partie déterminante. »

Miró trouve dans l'inconscient et dans l'onirisme — matériaux offerts par les techniques surréalistes — l'inspiration de ses futures œuvres. Ces tendances apparaissent dans Le Champ Labouré, notamment. C'est une allusion à La Ferme, dans laquelle sont ajoutés des éléments surréalistes, tels qu'un œil et une oreille à côté d'un arbre. À la même époque, on note le synthétisme de la description du personnage de la toile Tête fumante.
Du 12 au 27 juin 1925 a lieu une exposition à la galerie Pierre, où Miró présente 16 peintures et 15 dessins. Tous les représentants du groupe surréaliste signent une invitation à l'exposition. Benjamin Péret préface son exposition personnelle, à la galerie Pierre Loeb de Paris. D'autres peintres surréalistes y exposent, parmi lesquels Paul Klee, dont les toiles impressionnent Miró,. Fait rare à cette époque, l'inauguration a lieu à minuit, pendant qu'à l'extérieur, un orchestre invité par Picasso joue une sardane. Des files d'attente se forment à l'entrée. Les ventes et les critiques sont très favorables à Miró.
En 1926, Joan Miró collabore avec Max Ernst pour la pièce Roméo et Juliette de Serge de Diaghilev par les Ballets russes. La première a lieu le 4 mai 1926 à Monte-Carlo, et est jouée le 18 mai au théâtre Sarah Bernhardt de Paris. La rumeur court que la pièce altère les pensées des surréalistes et des communistes. Un mouvement se développe pour le boycott du « bourgeois » Diaghilev et des « traîtres » Ernst et Miró. La première représentation se fait sous les sifflets et sous une pluie de feuilles rouges ; Louis Aragon et André Breton signent un texte de protestation contre la pièce. Cependant, les faits s'arrêtent là et, peu après, la revue La Révolution surréaliste, éditée par Breton, continue à publier les œuvres des artistes. Dès cette année, Miró fait partie des artistes montrés en permanence à la Galerie surréaliste.

#### L'œuvre surréaliste:Carnaval d'Arlequin(1925)

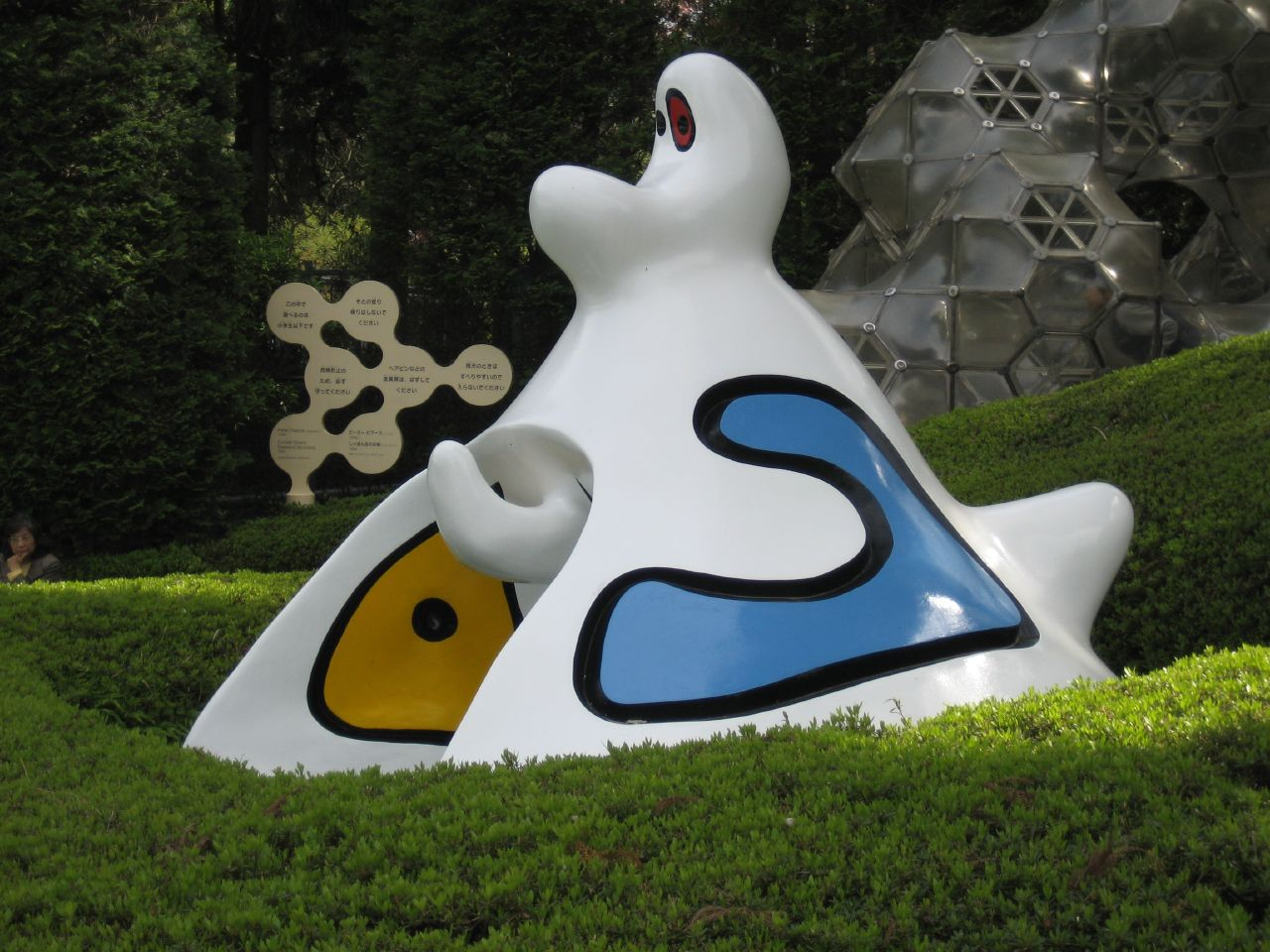
Sculpture de Joan Miró, au musée en plein air de Hakone (Japon).

Une des plus intéressantes peintures de cette période est sans doute le Carnaval d'Arlequin (1925). C'est une toile totalement surréaliste qui obtient un grand succès à l'exposition collective « Peinture surréaliste » de la galerie Pierre (Paris). Elle est exposée à côté d'œuvres de Giorgio de Chirico, Paul Klee, Man Ray, Pablo Picasso et Max Ernst.
Cette peinture est considérée comme étant l'apogée de la période surréaliste de Joan Miró. Réalisée de 1924 à 1925, le maître l'exécute à une époque de sa vie économiquement difficile où il souffre, entre autres, de pénurie alimentaire et à laquelle le thème de l'œuvre est lié :

« J'ai essayé de traduire les hallucinations que la faim produisait. Je ne peignais pas ce que je voyais en rêve, comme diraient aujourd'hui Breton et les siens, mais ce que la faim produisait : une forme de transe ressemblant à ce que ressentent les Orientaux. »

— Joan Miró
Les personnages principaux de la composition picturale sont un automate qui joue de la guitare et un arlequin avec de grandes moustaches. On note également de nombreux détails d'imagination répartis sur toute la toile : un oiseau aux ailes bleues, sorti d'un œuf, un couple de chats jouant avec une pelote de laine, un poisson volant, un insecte qui sort d'un dé, une échelle avec une grande oreille et, sur la partie supérieure droite, on voit au travers d'une fenêtre une forme conique, supposée représenter la tour Eiffel.
En 1938, Miró écrit un petit texte poétique sur cette toile : « Les écheveaux de fils défaits par les chats vêtus en arlequin s'enroulent et en poignardant mes entrailles… » La toile se trouve actuellement dans la collection Albright-Knox Art Gallery à Buffalo (New York, États-Unis).

#### La série desIntérieurs hollandais(1928)
Miró réalise pour la première fois, en 1927, une illustration pour le livre Gertrudis, du poète Josep Vicenç Foix. Il déménage dans un studio plus grand, rue Tourlaque, où il retrouve certains de ses amis, tels Max Ernst et Paul Éluard ; il rencontre Pierre Bonnard, René Magritte et Jean Arp. Il s'initie au jeu du « cadavre exquis » surréaliste. En 1928, Miró se rend en Belgique et aux Pays-Bas, où il visite les principaux musées de ces pays. Il est impressionné par Vermeer et les peintres du XVIIIe siècle. L'artiste achète des cartes postales colorées de ces toiles. Lors de son retour à Paris, Miró travaille sur une série connue sous le nom d’Intérieurs hollandais. Il réalise de nombreux dessins et ébauches avant de peindre son Intérieur hollandais I, inspiré du Joueur de luth, d'Hendrick Martensz Sorgh, puis Intérieur hollandais II, d'après Jan Havicksz Steen. Dans cette série, Miró abandonne la peinture de ses rêves surréalistes. Il utilise des espaces vides aux graphismes soignés et renoue avec la perspective et les formes analysées.
La série des Portraits imaginaires, peinte entre 1928 et 1929, est très similaire aux Intérieurs hollandais. L'artiste prend également pour point de départ des peintures déjà existantes. Ses toiles Portrait de madame Mills en 1750, Portrait de femme en 1820 et La Fornarina sont clairement inspirées des toiles homonymes de George Engleheart, John Constable et Raphaël, respectivement.
La quatrième toile de la série provient d'une publicité pour un moteur Diesel. Miró réalise une métamorphose de la réclame qu'il termine en figure féminine nommée La Reine Louise de Prusse. Il se sert dans ce cas de la toile, non pour réinterpréter une œuvre existante, mais comme point de départ d'une analyse des formes pures qui s'achève avec les personnages miróniens. L'évolution du procédé au fil des peintures peut être développée par une analyse des ébauches conservées à la Fondation Miró et au Museum of Modern Art. Peu après, en 1929, Miró présente le jeune Salvador Dalí au groupe des surréalistes.
Miró épouse Pilar Juncosa (1904-1995), à Palma de Majorque, le 12 octobre 1929, et s'installe à Paris dans un local suffisamment grand pour accueillir l'appartement du couple et l'atelier du peintre. Leur fille naît en 1930. Commence alors pour lui une période de réflexion et de remise en cause. Il tente de dépasser ce qui a fait le prestige de ses toiles : la couleur vive et le dessin géométrique.

### Rupture avec le surréalisme (1930-1937)

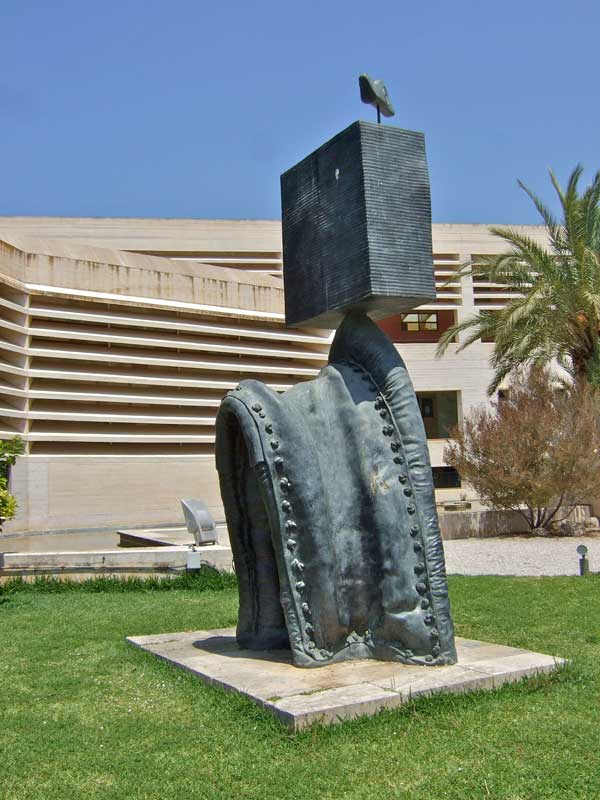
Personnage gothique (Palma de Majorque).

#### Miró en marge
De 1928 à 1930, les dissensions dans le groupe des surréalistes se font chaque fois plus évidentes, non seulement du point de vue artistique, mais également du point de vue politique. Miró prend peu à peu ses distances avec le mouvement. Bien qu'il en accepte les principes esthétiques, il s'éloigne des manifestations et des événements. À ce titre, une réunion du groupe surréaliste au Bar du château, le 11 mars 1929, est particulièrement notable. Alors qu'à cette date, Breton est déjà adhérent au parti communiste, la discussion s'ouvre autour du destin de Léon Trotsky, mais évolue rapidement et oblige chacun des participants à clarifier ses positions. Certains s'opposent à une action commune fondée sur un programme de Breton. Parmi eux, on compte Miró, Michel Leiris, Georges Bataille et André Masson. Entre la position de Karl Marx d'un côté, qui propose de « transformer le monde » par la politique et, d'un autre côté, celle de Rimbaud qui est de « changer de vie » par la poésie, Miró choisit la seconde. Il veut lutter avec la peinture.
En réponse aux critiques d'André Breton, assurant qu'après La Fornarina et Portrait d'une dame en 1820, le peintre est « ce voyageur tellement pressé qu'il ne sait pas où il va », Miró déclare vouloir « assassiner la peinture ». La formule est publiée sous la signature de Tériade, qui l'a recueillie au cours d'un entretien avec Miró, pour le journal L'Intransigeant du 7 avril 1930, dans une chronique violemment hostile au surréalisme.
Georges Hugnet explique que Miró ne peut se défendre qu'avec sa propre arme, la peinture : « Oui, Miró a voulu assassiner la peinture, il l'a assassinée avec des moyens plastiques, par un art plastique qui est l'un des plus expressifs de notre temps. Il l'a assassinée, peut-être, parce qu'il ne voulait pas s'astreindre à ses exigences, à ses esthétiques, à un programme trop étroit pour donner vie a ses aspirations. »
Après une exposition personnelle aux États-Unis, il dévoile ses premiers collages préfacés par Aragon, à la galerie Pierre, de Paris. Il s'initie aussi à la lithographie.

#### La période des collages
Dès lors, Miró dessine et travaille intensément sur une nouvelle technique, le collage. Il ne la travaille pas comme l'ont fait les cubistes, en coupant le papier délicatement et en le fixant à un support. Les formes de Miró sont sans précision, il laisse déborder les morceaux du support et les unit entre eux par des graphismes. Cette recherche n'est pas inutile et lui ouvre les portes des sculptures sur lesquelles il travaille à partir de 1930.
Cette année-là, il expose à la galerie Pierre des sculptures-objets et réalise bientôt sa première exposition individuelle à New York, avec des peintures des années 1926 à 1929. Il travaille à ses premières lithographies, pour le livre L'Arbre des voyageurs, de Tristan Tzara. À partir de 1929, il commence une série nommée Constructions, suite logique de celle des Collages. Les compositions sont faites à partir de formes élémentaires en bois, de matériaux ingrats, d’objets métalliques comme des clous rouillés,. Ces pièces sont d'abord exposées à Paris.

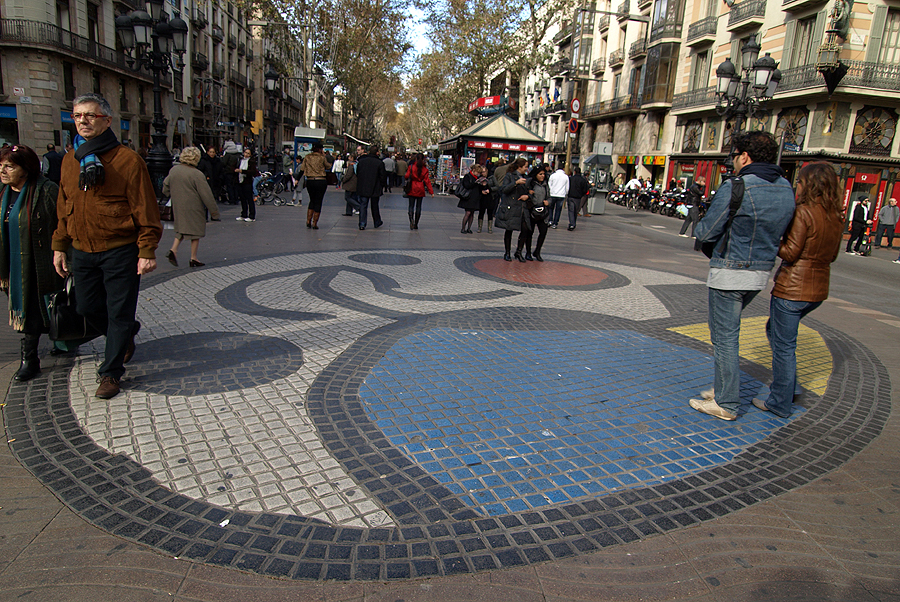
Mosaïque de Miró sur La Rambla (Barcelone).

Après avoir vu cette série, la chorégraphe Leonide Massine demande à Miró de réaliser la décoration, les vêtements et divers objets pour son ballet Jeux d'enfants. Le peintre accepte et part à Monte-Carlo au début de l'année 1932, peu après la naissance de sa fille unique, Dolorès, le 17 juillet 1931. Les décors sont faits à partir de volumes et de divers objets dotés de mouvement. La première a lieu le 14 avril 1932 et rencontre un grand succès. La pièce est ensuite jouée à Paris, à New York, à Londres et à Barcelone. En cette année 1931, il dévoile, toujours à la galerie Pierre, ses premières sculptures-objets.
Avec le groupe surréaliste, il participe d'octobre à novembre 1933,au 6e Salon des surindépendants en compagnie de Giacometti, Dali, Brauner, Ernst, Kandinsky, Arp, Man Ray, Tanguy et Oppenheim. Il réalise également une exposition à New York, à la galerie Pierre Matisse, avec laquelle il reste très lié. À la fin du contrat avec son marchand d'art, Pierre Loeb, en janvier 1932, Miró retourne avec sa famille à Barcelone, tout en continuant de faire des voyages fréquents à Paris et de fréquents séjours à Majorque et à Mont-roig del Camp. Il prend part à l'Associació d'amics de l'Art Nou (Association d'amis de l'Art nouveau), avec des personnes telles que Joan Prats, Joaquim Gomis et l'architecte Josep Lluís Sert. L'association a pour objectif de faire connaître les nouvelles tendances artistiques internationales et de promouvoir l'avant-gardisme catalan. Elle réalise de nombreuses expositions à Barcelone, Paris, Londres, New York et Berlin, dont profite naturellement le maître. En 1933, des peintures d'après collages font l'objet d'une importante exposition à Paris.
Miró continue ses recherches et crée les Dix-huit peintures selon un collage, à partir d'images extraites de publicités de revues. Il en fait plus tard le commentaire suivant :

« J'étais habitué à couper dans des journaux des formes irrégulières et à les coller sur des feuilles de papier. Jour après jour j'ai accumulé ces formes. Une fois faits, les collages me servent comme point de départ pour des peintures. Je ne copiais pas les collages. Simplement je les laissais me suggérer des formes. »

— Joan Miró

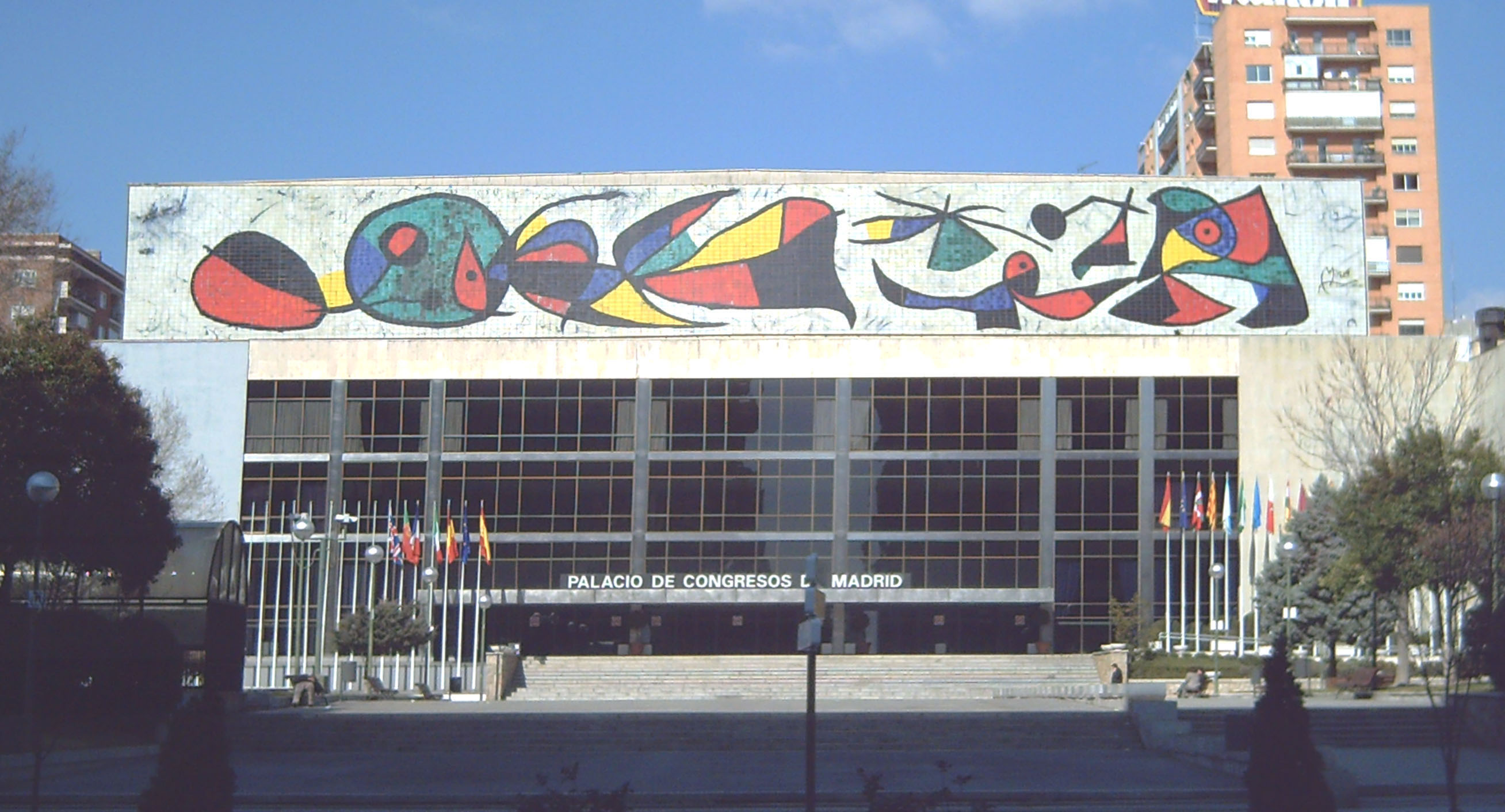
Mur de céramique (Madrid).

L'artiste crée de nouveaux personnages qui portent une expression dramatique dans une parfaite symbiose entre les signes et les visages. Les fonds sont généralement sombres, peints sur papier épais, comme on peut le voir sur la toile Homme et femme face à une montagne d'excréments (1935), Femme et chien face à la lune (1936). Ces toiles reflètent probablement les sentiments de l'artiste peu avant la guerre civile espagnole et la Seconde Guerre mondiale. En 1936, le peintre se trouve à Mont-roig del Camp lorsque éclate la guerre civile. Il se rend à Paris en novembre pour une exposition. Les événements en Espagne le dissuadent de rentrer pendant toute la période 1936-1940. Sa femme et sa fille le rejoignent ensuite dans la capitale française. Il soutient l'Espagne républicaine sans aucune réserve.

#### Bref retour au réalisme:Nature morte au vieux soulier(1936)
Au mois de novembre 1936, Miró se rend à Paris pour une exposition qui y est programmée. Avec le drame de la guerre d'Espagne, il ressent la nécessité de peindre de nouveau « d'après nature ». Dans sa toile Nature morte au vieux soulier, il y a mise en relation entre la chaussure et le reste d'un repas sur une table, le verre, la fourchette et un morceau de pain. Le traitement des couleurs participe à un effet de la plus grande agressivité avec des tons acides et violents. Sur cette toile, la peinture n'est pas plane comme sur des œuvres antérieures, mais en relief. Elle donne une profondeur aux formes des objets. Cette toile est considérée comme une pièce clef de cette période réaliste. Miró indique avoir réalisé cette composition en pensant aux Chaussures de paysan, de Van Gogh, peintre qu'il admire.

### L'évolution de 1937 à 1958

#### Le Pavillon de Paris (1937)
Après avoir réalisé l'affiche Aidez l'Espagne, pour l'édition d'un timbre postal destiné à aider le gouvernement républicain espagnol, Miró se charge de peindre des œuvres de grandes dimensions pour le pavillon de la Seconde République espagnole, à l'exposition internationale de Paris de 1937, qui est inaugurée au mois de juillet. Le pavillon accueille également des pièces d'autres artistes : Guernica, de Pablo Picasso, la Fontaine de mercure, d'Alexander Calder, la sculpture La Montserrat, de Julio González, la sculpture Le peuple espagnol a un chemin qui conduit à une étoile, d'Alberto Sánchez, et d'autres encore.
Miró, quant à lui, présente El Segador, un paysan catalan représenté avec une faux au poing, symbole d'un peuple en lutte, clairement inspiré du chant national catalan Els segadors,. L’œuvre disparaît à la fin de l'exposition lorsque le pavillon est démonté. Il n'en reste que des photographies en noir et blanc. À cette époque, Balthus peint un portrait de Miró accompagné de sa fille Dolorès.
De 1939 à 1940, il séjourne à Varengeville, où il retrouve Raymond Queneau, Georges Braque et Calder. Miró et Braque « […] entretiennent une relation d'amitié et de confiance, encore qu'on puisse avancer sans risques que le voisinage d'alors et l'amitié de toujours n'ait pas fait dévier d'un millimètre le chemin de l'un et de l'autre ».
Braque a simplement invité son ami catalan à utiliser le procédé du « papier à report », une technique d'impression pour la lithographie. C'est un procédé que Braque utilise lui-même, qui consiste à dessiner au crayon lithographique sur un papier préparé, ce qui permet le transfert par décalque, sur la pierre ou la feuille de zinc.
Lorsque l'Allemagne nazie envahit la France, Miró rallie l'Espagne et s'y installe, d'abord à Mont-roig, puis à Palma de Majorque et enfin à Barcelone, de 1942 à 1944. En 1941, sa première exposition rétrospective lui est consacrée à New York, au musée d'art moderne.

#### Majorque et l'évolution décisive (1942-1946)
C'est à Majorque, à partir de 1942, que Miró construit son style définitif par évolutions successives. Sa nouvelle prise de contact avec l'Espagne, et particulièrement avec Majorque, est sans doute décisive. Là, il renoue avec une culture dont il admire les siurells (petites sculptures naïves de Majorque) et est étonné par les audaces gothiques de Gaudí, qui a restauré la cathédrale fortifiée en 1902. Il vit avec plaisir dans une profonde solitude, allant souvent se recueillir à la cathédrale pour écouter de la musique. Il s'isole, lit beaucoup, médite.
En 1943, il regagne Barcelone avec sa famille ; sa production abondante se limite alors à des travaux sur papier, à des recherches sans idées préconçues, utilisant toutes les techniques. C'est un véritable « laboratoire », dans lequel l'artiste se livre avec frénésie à des recherches autour d'un unique thème, « La Femme Oiseau Étoile », qui est le titre d'un grand nombre de ses œuvres. À cette époque, il crée des figures, des signes et des associations utilisant pastel, crayon, encre de Chine et aquarelle, pour réaliser des figures humaines ou animales dont il trouve très vite les formes simplifiées.
Fin 1943, le galeriste Joan Prats lui passe commande d'une série de 50 lithographies réunies sous le titre Barcelona. « La lithographie en noir et blanc lui apporte l'exutoire dont il avait besoin pour exprimer des émotions violentes […]. La série Barcelona révèle une rage analogue à celle provoquée par la détérioration continue de la situation internationale », explique Penrose. Cette libération l'incite à reprendre la peinture sur toile, après une interruption de quatre ans. Les toiles sont déroutantes par leur simplicité, leur spontanéité et leur désinvolture. Dans ce même esprit, Miró peint sur des morceaux de toiles irréguliers, « comme si l'absence de chevalet le délivrait d'une contrainte ». Il invente ainsi une langue nouvelle qui débouche, en 1945, sur la série des grandes toiles parmi les plus connues et les plus souvent reproduites, presque toutes sur fond clair (Femme dans la nuit, Au lever du soleil) à l'exception de deux fonds noirs : Femme écoutant la musique et Danseuse entendant jouer de l'orgue dans une cathédrale gothique (1945). L'artiste est alors à la recherche d'un « mouvement immobile » :

« Ces formes sont à la fois immobiles et mobiles […] ce que je cherche, c'est le mouvement immobile, quelque chose qui soit l'équivalence de l'éloquence du silence. »

— Joan Miró
Le souci de représentation et de signification logique est étranger à Miró. C'est ainsi qu'il explique La Course de taureaux : la corrida n'y est qu'un prétexte à la peinture, et le tableau est plus illustratif que véritablement révélateur. Le taureau, très librement interprété, occupe toute la toile, ce que Michel Leiris lui reprochera amicalement. C'est en 1946 que Jean Cassou, conservateur du Musée National d'Art moderne de Paris, lui achète cette toile au moment où aucun musée français ne possède encore d'œuvre majeure de l'artiste.

#### La gravure, la céramique et la sculpture
À partir de 1945, un an après la mort de sa mère, Miró développe quatre nouvelles approches de son art : la gravure, la céramique, le modelage et la sculpture. Il commence cette année-là une collaboration avec son ami d'adolescence, Josep Llorens i Artigas, pour la production de céramiques. Il mène des recherches sur la composition des pâtes, des terres, des émaux et des couleurs. Les formes des céramiques populaires sont pour lui une source d'inspiration. Il y a peu de différence entre ces premières céramiques et les peintures et lithographies de la même époque.
En 1946, il travaille sur des sculptures destinées à être coulées dans du bronze. Certaines doivent être peintes de couleurs vives. Dans ce domaine, Miró est intéressé par la recherche des volumes et des espaces. Il cherche également à incorporer des objets du quotidien, ou simplement des objets trouvés : pierres, racines, couverts, tricornes, clefs. Il fond ces compositions en utilisant le procédé de la cire perdue, de telle manière que le sens des objets identifiables se perde par l'association avec les autres éléments.
En 1947, l'artiste se rend durant huit mois à New York où il travaille un certain temps à l’Atelier 17, dirigé par Stanley William Hayter. Durant ces quelques mois à New York, il travaille les techniques de gravure et de lithographie. Il s'initie également à la chalcographie et produit les planches pour Le Désespéranto, l'un des trois volumes de l'ouvrage L'Antitête, de Tristan Tzara. L'année suivante, il collabore à un nouveau livre du même auteur, Parler seul, et réalise 72 lithographies en couleur.
À partir de ces travaux, Miró participe avec certains de ses amis poètes à plusieurs publications. C'est notamment le cas pour les ouvrages de Breton Anthologie de l'humour noir (1950) et La Clé des champs (1953) ; pour René Char, Fête des arbres et du chasseur et À la santé du serpent ; pour Michel Leiris, Bagatelles végétales (1956) ; et pour Paul Éluard, À toute épreuve, qui contient 80 gravures sur bois de buis. La réalisation de ces gravures dure de 1947 à 1958.

#### La sérieConstellations(1942)
Peu avant le début de la Seconde Guerre mondiale, l'ambiance parisienne est tendue. Miró fait un séjour à Varengeville-sur-Mer, sur la côte normande, dans une villa offerte par son ami, l'architecte Paul Nelson. Le village proche de la nature lui rappelle les paysages de Majorque et de Mont-roig. Il décide de s'y installer et y achète une maison.
De 1939 à 1941, Miró demeure à Varengeville-sur-Mer. Le ciel du village l'inspire, et il commence à peindre une série de 23 petites toiles, dont le titre générique est Constellations. Elles sont réalisées sur un support de papier de 38 × 46 cm, que l'artiste imbibe d'essence et frotte jusqu'à obtenir une texture rugueuse. Il ajoute alors la couleur en conservant une certaine transparence pour obtenir l'aspect final désiré. Sur cette couleur de fond, Miró dessine avec des couleurs très pures pour créer le contraste. L'iconographie des Constellations veut représenter l'ordre cosmique : les étoiles font référence au monde céleste, les personnages symbolisent la terre et les oiseaux sont l'union des deux. Ces peintures intègrent parfaitement les motifs et le fond.
Miró et sa femme rentrent à Barcelone en 1942, peu avant le décès de la mère du peintre en 1944. À cette date, ils s'installent à Majorque, lieu où, selon Miró, il était « seulement le mari de Pilar ». En 1947, il se rend aux États-Unis pour la première fois. Il y exécute une première peinture murale, qui sera suivie d'autres tout au long de sa carrière. La même année, la galerie Maeght organise à Paris les expositions importantes de ses œuvres et, en 1954, il reçoit le Prix de la Gravure à la Biennale de Venise, aux côtés de Max Ernst et de Jean Arp.
Plus tard, en 1958, Miró publie un livre également nommé Constellations. Cette édition tirée à peu d'exemplaires contient la reproduction de deux poèmes : Vingt-deux eaux, de Miró et Vingt-deux proses parallèles, d'André Breton.
À partir de 1960, l'artiste entre dans une nouvelle étape de sa vie artistique qui reflète son aisance dans le graphisme. Il dessine avec une spontanéité proche du style enfantin. Les traits épais sont faits avec de la couleur noire, et ses toiles sont pleines de peintures et d'esquisses qui rappellent toujours les mêmes thèmes : la terre, le ciel, les oiseaux et la femme. Il utilise en général des couleurs primaires. La même année, la Fondation Guggenheim de New York lui décerne son Grand Prix.

#### La série des monochromes (1955-1959)
Si, de 1955 à 1959, Miró se consacre entièrement à la céramique, en 1960, il recommence à peindre. La série sur fond blanc et le triptyque Bleu I, puis Bleu II et Bleu III datent de 1961. Ces toiles presque entièrement bleu monochrome rappellent par certains aspects les peintures d'Yves Klein. Après avoir réalisé un fond bleu, Miró contrôle l'espace de couleur avec des signes minimalistes : lignes, points et coups de pinceau de couleur, appliqués avec la prudence « du geste d'un archer japonais », pour reprendre les mots de l'artiste.
Ces tableaux ressemblent à ceux de 1925, lorsqu'il peint la série de monochromes Danseuse I et Danseuse II. Il résume son attitude par la phrase suivante :

« Il est important pour moi d'arriver à un maximum d'intensité avec un minimum de moyens. D'où l'importance grandissante du vide dans mes tableaux. »

— Joan Miró

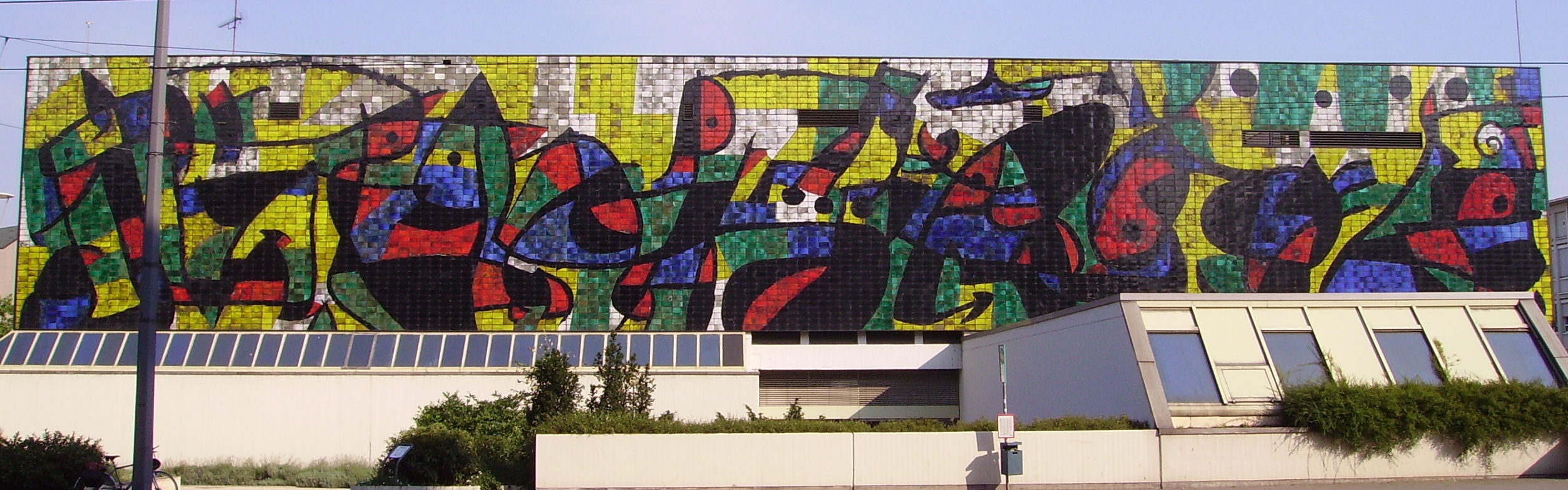
Mur de céramique au Musée Wilhelm-Hack de Ludwigshafen (1971)

Durant son séjour à New York, il réalise un mur de peinture de 3 × 10 m, destiné au restaurant de l'hôtel Cincinnati Terrace Hilton, puis illustre le livre L'Antitête, de Tristan Tzara. Plus tard, de retour à Barcelone, il reçoit l'aide du fils de Josep Llorens, Joan Gardy Artigas. Miró passe ses étés dans le mas-atelier de la famille Llorens, à Gallifa. Les deux compagnons font tous types d'essais de cuisson et de fabrication d'émaux. Le résultat est une collection de 232 œuvres, qui sont exposées en juin 1956 à la galerie Maeght de Paris, puis à la galerie Pierre Matisse de New York.
Miró déménage durant l'année 1956 à Palma, où il dispose d'un grand atelier conçu par son ami, Josep Lluís Sert. C'est à cette époque qu'il reçoit la commande de deux murs de céramiques pour le siège de l'UNESCO, à Paris. Ceux-ci mesurent respectivement 3 × 15 m et 3 × 7,5 m, et sont inaugurés en 1958. Bien que Miró ait déjà travaillé avec de grands formats, il ne l'avait jamais fait en utilisant des céramiques. Aux côtés du céramiste Josep Llorens, il développe au maximum les techniques de cuisson pour réaliser un fond dont les couleurs et textures ressemblent à ses peintures de la même époque. La composition doit avoir pour thème le soleil et la lune. Selon les paroles de Miró :

« […] l'idée d'un grand disque rouge intense s'impose pour le mur le plus grand. Sa réplique sur le mur plus petit serait un quart de croissant bleu, imposé par l'espace plus petit, plus intime, pour lequel il est prévu. Ces deux formes que je voulais très colorées, il fallait les renforcer par un travail en relief. Certains éléments de la construction, comme maintenant la forme des fenêtres, m'ont inspiré des compositions en écailles et les formes des personnages. J'ai cherché une expression brutale sur le grand mur, une suggestion poétique sur le petit. »

— Joan Miró

### Majorque et le grand atelier (1956-1966)

#### La jeune peinture américaine

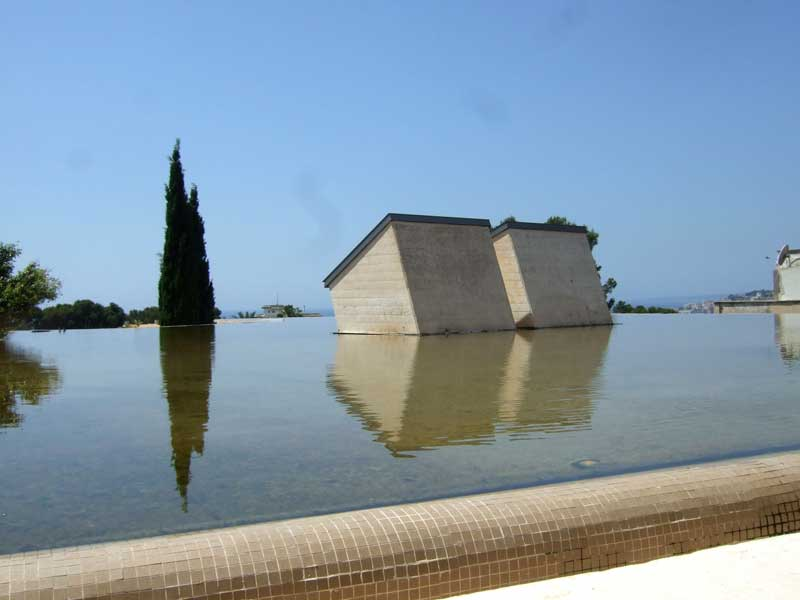
Le toit de la fondation Pilar et Joan Miró à Palma de Majorque.

Pendant cinq ans, l'artiste se consacre essentiellement à la céramique, à la gravure et à la lithographie. À l'exception d'une dizaine de petites peintures sur carton, Miró ne produit aucun tableau. Son travail est perturbé par son déménagement et son installation à Palma de Majorque. C'est un changement qu'il appelle de ses vœux, et qui est réalisé avec l'aide de l'architecte Josep Lluís Sert, qui conçoit pour lui un vaste atelier au pied de la résidence de Miró. À la fois satisfait et désorienté par l'ampleur du bâtiment, le peintre s'affaire à animer et à peupler ce grand espace vide. Il se sent obligé d'orienter sa peinture dans une nouvelle direction. Il lui faut retrouver le « sursaut de la fureur iconoclaste de sa jeunesse ».
Son deuxième séjour aux États-Unis est déterminant. La jeune peinture américaine lui ouvre la voie et le libère en lui montrant jusqu'où on pouvait aller. L'abondante production de la fin des années 1950 et des années 1960 montre les affinités de Miró avec la nouvelle génération, bien qu'il en soit avant tout un inspirateur : « Miró a toujours été un initiateur, et ce plus que tout autre. Bon nombre des peintres de la nouvelle génération ont volontiers reconnu leurs dettes envers lui, notamment Robert Motherwell et Jackson Pollock. »
À l'inverse, le maître catalan n'a pas trouvé indigne d'aller à leur rencontre et même d'emprunter certaines de leurs techniques, comme le dripping ou les projections. De cette période sont issues les huiles sur toile Femme et oiseau (1959, en continuité de la série Femme, oiseau, étoile), Femme et oiseau (1960, peintures VIII à X sur toiles de sac). Le Disque rouge (huile sur toile, exposée au New Orleans Museum of Art États-Unis), Femme assise (1960, toiles IV et V) exposées au musée de la Reine Sophia, à Madrid.

#### Les triptyques
Après une période d'abondante production, Miró fait le vide, déclare le vide et se lance dans l'exécution de plusieurs triptyques dont Bleu I, Bleu II et Bleu III.
L'année 1961 marque une étape particulière dans la production du peintre, avec la réalisation de triptyques dont l'un des plus célèbres est le Bleu, conservé dans son intégralité au Centre national d’art et de culture Georges-Pompidou depuis 1993. Bleu I a été acquis à cette date après lancement d'une souscription publique.
D'autres triptyques suivront à partir de 1963. C'est notamment le cas des Peintures pour un temple, en vert, rouge et orange, puis Peinture sur fond blanc pour la cellule d'un condamné (1968), huiles sur toile, aux mêmes dimensions que les Bleus conservés à la Fondation Miró.
Enfin, en 1974 vient L'Espoir du condamné à mort (Fondation Miró). Ce dernier triptyque a été terminé dans un contexte politique douloureux, au moment de la mort par garrottage du jeune Salvador Puig i Antich, que Miró qualifie de nationaliste catalan, dans un entretien avec Santiago Amón pour El País Semanal (Madrid, 18 juin 1978). « Épisode angoissant de l'histoire espagnole, l'horreur ressentie par tout un peuple de la mise à mort par le supplice du garrot d'un jeune anarchiste catalan, à l'heure de l'agonie du franquisme, est à l'origine du dernier triptyque aujourd'hui à la Fondation Miró de Barcelone. » Le mot « Espoir » étant conçu comme une forme de dérision. Il est certain, comme le souligne Jean-Louis Prat, que Miró traverse cette période avec colère : « Quarante ans après ses premières colères devant la bêtise qui parfois ronge le monde, le Catalan est encore capable de crier, à travers sa peinture, son dégoût. Et de l'exposer à Barcelone. »

#### La Fondation Maeght
Dès le début des années 1960, Miró participe activement au grand projet d’Aimé et de Marguerite Maeght, qui ont établi leur fondation à Saint-Paul-de-Vence. Le couple, inspiré par la visite de l'atelier du peintre à Cala Major, fait appel au même architecte — Josep Lluís Sert — pour la construction du bâtiment et l'aménagement des jardins. Un espace particulier est réservé à Miró. Après une longue méditation, celui-ci se consacre à son Labyrinthe. Il collabore avec Josep et Joan Artigas pour la réalisation des céramiques, et avec Sert pour la conception de l'ensemble. Les œuvres monumentales du labyrinthe ont été créées spécialement pour la fondation. Dans le parcours tracé par Josep Lluís Sert, Miró a d'abord conçu des maquettes qui ont été ensuite réalisées en ciment, en marbre, en fer, en bronze et en céramique. De cet ensemble de sculptures, La Fourche et Le Disque comptent parmi les importantes. La première est réalisée en 1963 (bronze, 507 × 455 × 9 cm), et la seconde en 1973 (céramique, 310 cm de diamètre).
Les quatre Catalans se « livrent à un conciliabule enthousiaste pour l'installation de 13 œuvres du Labyrinthe dont certaines ne seront en place que plusieurs mois, ou même plusieurs années, après l'inauguration du lieu, le 28 juillet 1964 ». Dans les années qui suivent le début du Labyrinthe, Miró livre une quantité impressionnante d'œuvres peintes ou sculptées pour la fondation Maeght. La plupart des sculptures sont des bronzes. En 1963, il crée Femme-insecte, Maquette de l'Arc à la Fondation Maeght. En 1967, il conçoit Femme, Tête et oiseau, Personnage et oiseau, puis dans les années 1970, Monument (1970), Constellation et Personnage (1971). En 1973, il crée Grand personnage. La fondation reçoit également des céramiques : Femme et oiseau (1967), Personnage totem (1968), Céramique murale (1968), ainsi que des marbres, tels que l’Oiseau solaire  et l’Oiseau lunaire, sculptés en 1968.
La fondation Maeght possède 275 œuvres de Miró parmi lesquelles 8 grandes peintures, 160 sculptures, 73 aquarelles, gouaches, et dessins sur papier, une tapisserie monumentale, un important vitrail intégré à l'architecture, 28 céramiques, ainsi que des œuvres monumentales créées spécialement pour le jardin-labyrinthe. Toutes ces créations ont été données à la fondation par Marguerite et Aimé Maeght, ainsi que par Joan Miró, et par la suite, les descendants des familles Maeght et Miró, ainsi que la Sucessió Miró. « C'est grâce à leur générosité inégalée que s'est ainsi constitué un fabuleux patrimoine, unique en France, un lieu privilégié pour mieux partager les rêves de Joan Miró. »

### Dernières années (1967-1983)

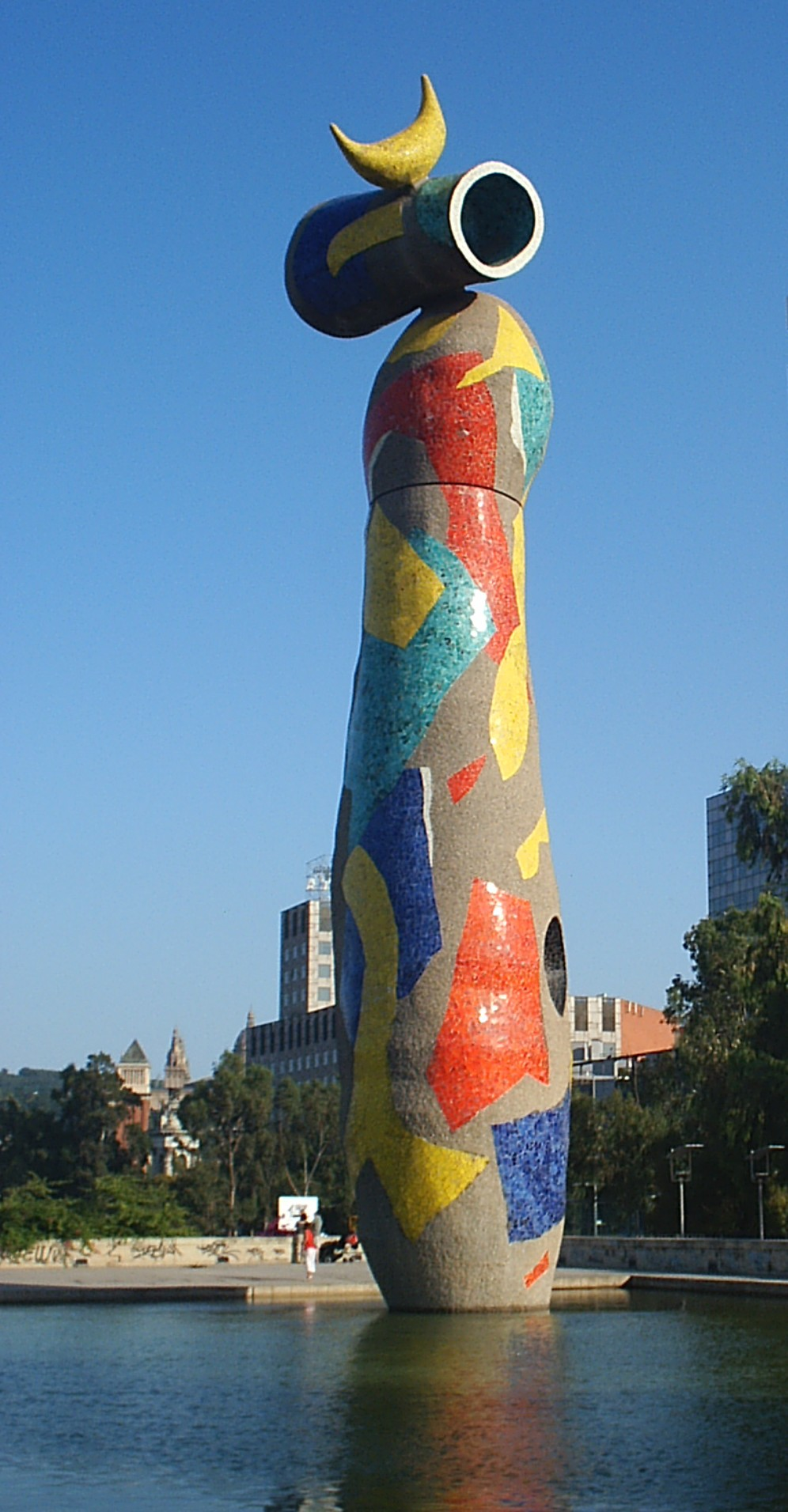
Femme et oiseau Barcelone (1983)

En 1967, Miró produit L’horloge du vent, œuvre créée à partir d'une couche de carton et d'une cuillère, fondus en un bronze et unis dans un ensemble qui constitue un objet sculpté mesurant l'intensité du vent.
À la suite de la première grande exposition du maître à Barcelone en 1968, plusieurs personnalités de l'art appuient la création dans la ville d'un centre de référence de l'œuvre de Miró. En accord avec la volonté de l'artiste, la nouvelle institution devrait promouvoir la diffusion de toutes les facettes de l'art contemporain. Alors que le régime franquiste ferme le panorama artistique et culturel de la ville, la Fondation Miró apporte une vision nouvelle. Le bâtiment est construit selon un concept éloigné des notions de musées généralement admises à cette époque, il cherche à promouvoir l'art contemporain plutôt qu'à se dédier à sa conservation. L'ouverture a lieu le 10 juin 1975. Les bâtiments sont de Josep Lluís Sert, disciple de Le Corbusier, complice et ami des grands artistes contemporains, avec lesquels il a déjà collaboré (Fernand Léger, Alexander Calder, Pablo Picasso). Le fonds initial de la fondation 5 000 pièces vient de Miró et de sa famille.
« Le peintre n'a pas voulu rester à l'écart de la construction de sa fondation, ni se limiter à des donations […] Il tenait à participer concrètement, par une œuvre de peintre, au travail collectif des architectes, des maçons, des jardiniers […] Il choisit pour ce faire le lieu le plus retiré : le plafond de l'auditorium, où sa peinture pourrait donner une racine vivante à l'édifice. » Cette grande peinture de 4,70 × 6 m, exécutée sur panneau d'aggloméré, sera terminée et signée le 11 mai 1975.
Du 9 juin au 27 septembre 1969, Miró expose ses gravures à Genève dans « Œuvres gravées et lithographiées » à la galerie Gérald Cramer. Cette même année a lieu une grande rétrospective de ses œuvres graphiques au Norton Simon Museum (Californie).
Il construit en collaboration avec Josep Llorens la Déesse de la mer, une grande sculpture de céramique qu'ils immergent à Juan-les-Pins. En 1972, Miró expose ses sculptures au Walker Art Center de Minneapolis, au Cleveland Museum of Art et à l’Art Institute of Chicago. À partir de 1965, il produit une grande quantité de sculptures pour la Fondation Maeght, à Saint-Paul-de-Vence. Les œuvres les plus notables sont Oiseau de lune, Lézard, Déesse, Fourchette et Femme aux cheveux emmêlés.
En 1974, les Galeries nationales du Grand Palais, à Paris, organisent une grande exposition rétrospective pour son 80e anniversaire, alors que l'année suivante, la Fondation Miró est construite par Josep Lluis Sert à Montjuïc, sur les hauteurs de Barcelone. Elle conserve une importante collection de ses œuvres.

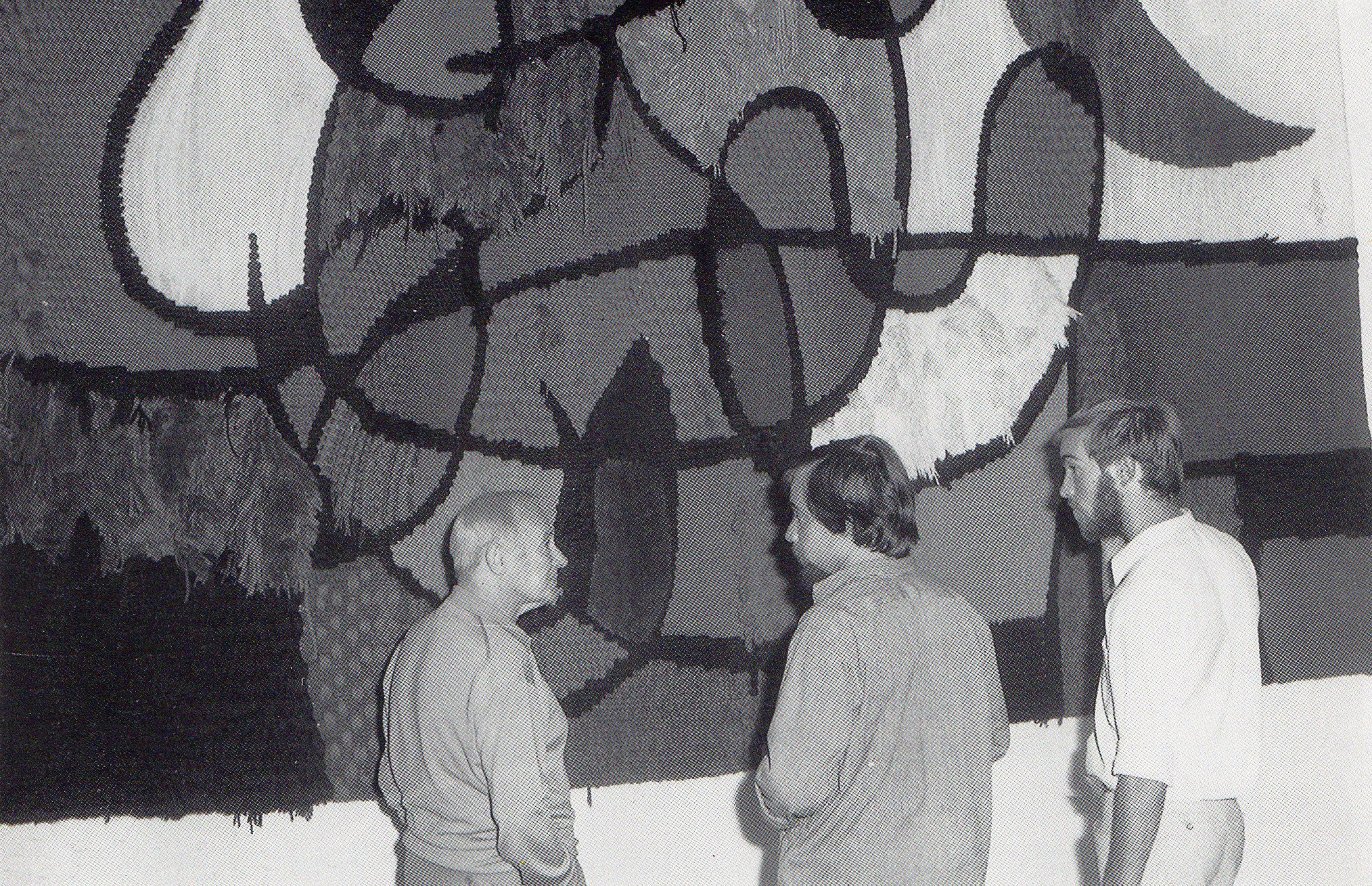
Joan Miró (à gauche), avec Josep Royo (au centre) et Carles Delclaux (à droite), devant la première version de la Tapisserie de Tarragone en 1970.

La même année, il conçoit, avec Josep Royo, la Grande Tapisserie du World Trade Center, disparue à la suite des attentats du 11 septembre 2001.

Le pianiste Georges Cziffra rachète les ruines de la collégiale Saint-Frambourg de Senlis, en 1973, afin accueillir sa fondation créée l'année suivante. De nouveaux vitraux sont installés en 1977 ; huit d'entre eux sont confiés par le pianiste à son ami Joan Miró. Le peintre les dessine et leur réalisation est confiée au maître-verrier de Reims, Charles Marcq. Le peintre commente à cette occasion : 

« J’ai pensé toute ma vie à faire des vitraux, mais l’occasion ne s’était jamais présentée. Cela m’a passionné. Cette discipline que la chapelle m’a dictée m'a entraîné à avoir une très grande liberté, m'a poussé à faire quelque chose de très libre en approchant cette virginité. On trouve très souvent des étoiles dans mon œuvre parce que je me promène souvent en pleine nuit, je rêve de ciels étoilés et de constellations, cela m’impressionne et cette échelle de l’évasion qui est très souvent mise en valeur dans mon œuvre représente une envolée vers l’infini, vers le ciel en quittant la terre. »

En 1980, il reçoit la Médaille d'or du mérite des beaux-arts par le ministère de la Culture.
En avril 1981, Miró inaugure à Chicago une sculpture monumentale de 12 mètres, connue sous le nom de Miss Chicago ; le 6 novembre, deux autres bronzes sont installés dans la ville de Palma de Majorque. L'année suivante, la ville de Houston dévoile Personnage et oiseau.
En 1983, en collaboration avec Joan Gardy Artigas, l'artiste réalise Femme et oiseau, sa dernière sculpture, qui est destinée à la ville de Barcelone. Elle est faite de béton et couverte de céramique. L'état de santé chancelant de Miró l'empêche de participer à la cérémonie d'inauguration. Située dans le parc Joan-Miró de Barcelone près d'un étang artificiel, l'œuvre de 22 mètres de haut représente une forme oblongue, surmontée d'un cylindre évidé et d'une demi-lune. L'extérieur est couvert de céramique dans les tons les plus classiques de l'artiste : le rouge, le jaune, le vert et le bleu. Les céramiques forment des mosaïques.
Joan Miró meurt à  Palma de Majorque , le 25 décembre 1983, à l'âge de 90 ans, et est enterré au cimetière de Montjuïc de Barcelone.
La même année, Nuremberg organise la première exposition posthume de Miró puis, en 1990, la Fondation Maeght de Saint-Paul de Vence dévoile elle aussi une rétrospective intitulée « Miró ». En 1993, enfin, la Fondation Joan-Miró de Barcelone fait de même, pour le centenaire de sa naissance.
En 2018, le Grand Palais à Paris organise une rétrospective réunissant 150 œuvres, traçant l'évolution de l'artiste sur 70 années de création.

## Techniques, influences et périodes

### En peinture

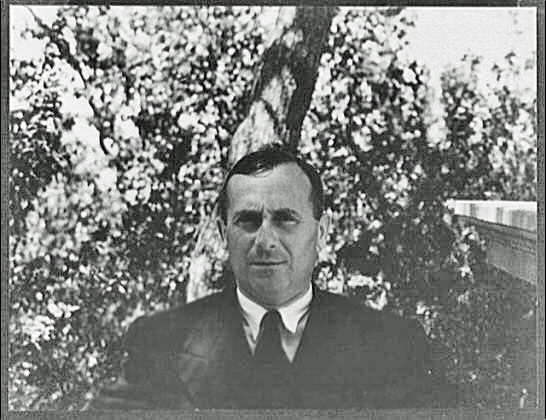
Joan Miró par Carl Van Vechten (1935)

Les premières peintures de Miró, de 1915, sont marquées d'influences diverses, en premier lieu de celles de Van Gogh, Matisse et des fauves, puis de Gauguin et des expressionnistes. Cézanne lui apporte également la construction des volumes cubistes. Une première période, nommée « fauvisme catalan », commence en 1918 avec sa première exposition, et se prolonge jusqu'en 1919 avec la toile Nu au miroir. Cette période est marquée par l'empreinte du cubisme. En 1920 commence la période réaliste dite « détailliste » ou « précisionniste » : le regard naïf du peintre s'attache à représenter les moindres détails, à la manière des primitifs italiens. La toile, Le Paysage de Mont-roig (1919), est caractéristique de cette période. L'influence cubiste est encore vive et on peut la percevoir par l'usage des angles, de la composition par plans découpés et également par l'emploi de couleurs vives (Autoportrait, 1919, La Table (Nature morte au lapin), 1920).
En 1922, la toile La Ferme marque la fin de cette période et l'avènement d'une technique nouvelle marquée, par la pensée surréaliste. Les œuvres Le Chasseur (1923) et Le Carnaval d'Arlequin (1924-1925) en sont les expressions les plus significatives. L'espace pictural est plan, il ne représente plus de troisième dimension. Les objets deviennent autant de signes symboliques et Miró réintègre la couleur vive dans ses peintures (La Naissance du monde, 1925, Paysages imaginaires, 1926, Chien aboyant à la lune, 1926). Le travail sur l'espace et sur les signes conduit à constituer un véritable « mirómonde », selon Patrick Waldberg.
En 1933, l'artiste crée ses toiles à partir de collages, procédé déjà utilisé par un autre surréaliste, Max Ernst. Cependant, Miró expérimente une large gamme de techniques pour confectionner ses peintures : pastel, peinture sur papier de verre, aquarelle, gouache, peinture à l'œuf tempera, peinture sur bois et cuivre, entre autres. La série Peintures sauvages, de 1935 et 1936, a pour thème la guerre d'Espagne, et fait appel à de multiples techniques picturales. Les séries Constellations, « peintures lentes » (1939-1941) et « peintures spontanées » (dont Composition avec des cordes, 1950), témoignent également de la polyvalence de Miró. D'autres expérimentations, plus abstraites, utilisent le monochrome ; c'est le cas du triptyque L'Espoir du condamné à mort (1961-1962), qui est uniquement constitué d'une arabesque noire sur fond blanc.
L'artiste a enfin réalisé de nombreuses peintures murales aux États-Unis (pour l’Hôtel Plaza de Cincinnati, en 1947, pour l'université Harvard en 1950) et à Paris (séries Bleus I, II et III de 1961 et Peintures murales I, II et III de 1962).

### En sculpture
Miró est sensibilisé à la sculpture par son maître, Gali. Dès ses débuts, Miró est également le condisciple du céramiste Artigas, son ami aux côtés duquel il réalise des œuvres de céramique imposantes. Ses premiers essais, à l'été 1932, datent de sa période surréaliste et s'intitulent « objets poétiques ». C'est avec Artigas, dès 1944, que Miró atteint la maîtrise de cet art. Recherchant l'éclat des couleurs, suivant la technique chinoise du « grand feu », il passe de la céramique à la création de bronzes fondus, entre 1944 et 1950. L'artiste prend l'habitude de recueillir toutes sortes d'objets divers et de les utiliser pour créer des sculptures hétéroclites.

## Sources d'inspiration

### La «calligraphie mirónienne»

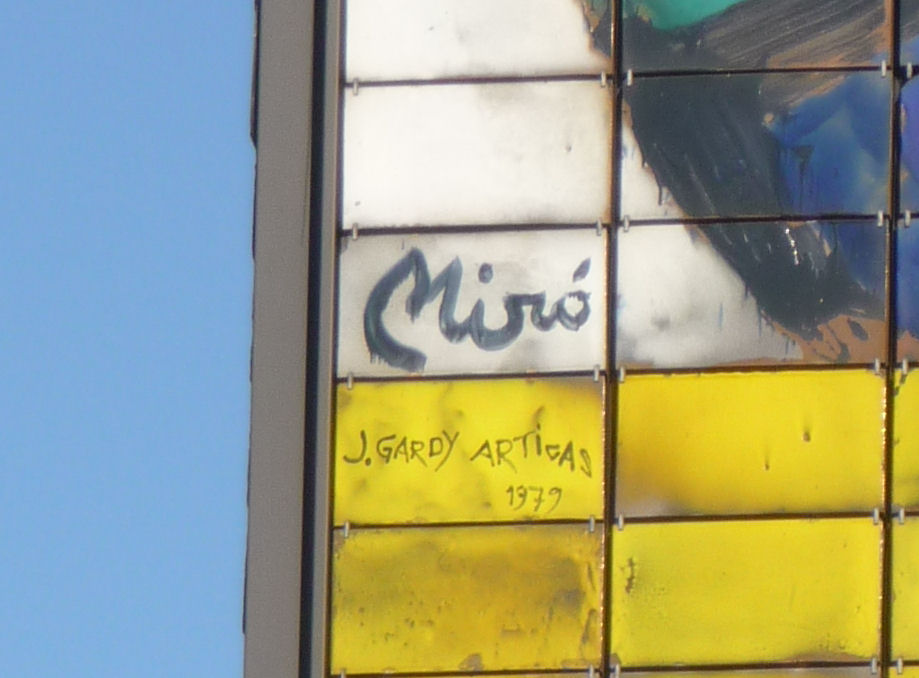
Signature calligraphique de Miró, Ludwigshafen (Allemagne)

La première source d'inspiration de Miró sont les deux infinis, depuis l'infiniment petit des brindilles de la « calligraphie mirónienne » jusqu'à l'infiniment grand des espaces vide des constellations. Cette calligraphie met en forme des hiéroglyphes à travers une géométrie schématique très diverse. Celle-ci est en effet formée de points courbes, lignes droites, volumes oblongs ou massifs, cercles, carrés, etc.. Une fois assimilés les principaux courants artistiques de son époque, entre 1916 et 1918, Miró met en place progressivement les éléments qui forment ce langage « détailliste », dans lesquels il accorde la même importance aux petits comme aux grands éléments. Il explique ainsi qu'« un brin d’herbe est aussi gracieux qu’un arbre ou une montagne ».
Après avoir détaillé ses toiles jusqu'aux racines des plantes, Miró s'attache à représenter les grands espaces. Si, dans les années 1920, son œuvre fait penser à la mer, ses toiles des années 1970 évoquent le ciel, à travers une cartographie stellaire exacerbée. Dans La Course de taureaux, ce détaillisme emploie le dessin en filigrane pour définir de grandes silhouettes. Cette véritable langue poétique de Miró reflète l'évolution de son rapport au monde :

« Je suis bouleversé quand je vois dans un ciel immense, le croissant de la lune ou le soleil. Il y a d’ailleurs, dans mes tableaux, de toutes petites formes dans des grands espaces vides. »

— Joan Miró
L'influence de la calligraphie orientale et extrême-orientale est évidente chez Miró, notamment dans son Autoportrait (1937-1938). Chez lui, la « plastique doit réaliser une poésie », explique Jean-Pierre Mourey. Walter Erben souligne ainsi le rapport entre les symboles de l'artiste et les idéogrammes chinois ou japonais : « Un ami de Miró qui connaissait bien les caractères japonais, parvient à “lire” dans une série de signes inventés par le peintre, la signification même qu'il y avait attachée. » La signature de Miró est en soi un idéogramme qui constitue une peinture dans la peinture. Il arrive que le peintre, projetant de faire une fresque, commence par apposer sa signature. Puis il l'étale sur la majeure partie de la toile, avec des lettres rigoureusement espacées, et des espaces ombrés de couleurs. Miró a souvent utilisé sa signature pour des affiches, des couvertures de livres ou des illustrations.

### Thèmes

#### L'érotisme
La femme, les rapports hommes-femmes, ainsi que l'érotisme, sont une source majeure d'inspiration du maître. Leurs représentations sont abondantes dans l'œuvre de Miró, tant dans les peintures que dans les sculptures. Cependant, il ne s'attache pas à la simple description canonique des corps mais tente de les représenter de l'intérieur. En 1923, La Fermière succède à La Ferme, peinte un an plus tôt. L'année suivante, il suggère la féminité par la grâce des lignes dans La Baigneuse, alors que dans Le Corps de ma brune, la toile elle-même évoque la femme aimée. En 1928, avec Portrait d'une danseuse, le peintre ironise sur la grâce des danseuses. Le motif de la femme et de l'oiseau est courant chez Miró. En catalan, oiseau (ocell), est également le surnom du pénis, et se retrouve associé à nombre de ses œuvres. Ce motif apparaît dès 1945, et également dans sa sculpture, dans ses premières terres cuites d'inspiration mythique.

#### La terre natale
Après son installation à Paris, et malgré les difficultés qu'il rencontrait, Miró écrivait à son ami Ricart en juin 1920 : « Définitivement plus jamais Barcelone! Paris et la campagne, et cela jusqu'à la mort ! […] En Catalogne, aucun peintre n'est jamais parvenu à la plénitude ! Sunyer, s'il ne se décide pas à faire de longs séjours à Paris, va s'endormir à tout jamais. On a dit que les caroubiers de notre pays avaient accompli le miracle de le réveiller, mais ce sont bien des propos d'intellectuels de la Lliga. Il faut devenir un Catalan international. »
Pourtant, c'est à Majorque, puis à Barcelone qu'il retrouve l'inspiration et que son style évolue de manière décisive entre 1942 et 1946, avec un retour aux sources et à la culture espagnole.
La Catalogne et, notamment la ferme parentale de Mont-roig del Camp, sont très présentes dans l'œuvre de Miró jusqu'en 1923. Il séjourne dans ce village pendant sa jeunesse, et il y retourne la moitié de l'année en 1922 et 1923. Il y puise son inspiration, des sensations et des souvenirs, sa relation à la vie et à la mort. La végétation, le climat aride, les ciels étoilés, ainsi que les personnages des campagnes, se retrouvent dans ses créations.
La Ferme et Le Catalan sont sans doute les toiles les plus importantes de cet aspect de l'œuvre mirónienne. La figure de l'œuvre Le Toréador est, à ce titre, l'une des plus énigmatiques. La toile prolonge aux confins de l'abstraction la série sur Le Paysan catalan (1925-1927), par une figure éminemment espagnole, où le rouge en face de la muleta évoque plus la barretina du paysan catalan que le sang du taureau.
La Course de taureaux, inspirée par son retour à Barcelone en 1943, témoigne de la continuité de la création spontanée de Femme, Oiseau, Étoile. Dans ses notes, il parle d'un projet de série sur le thème de la course de taureaux pour : « […] chercher des symboles poétiques, que le banderillero soit comme un insecte, les mouchoirs blancs des ailes de pigeons, les éventails qui se déploient, des petits soleils. » Pas une fois il ne fait allusion au taureau, qui est la figure centrale du tableau, et qu'il a démesurément grossi. Walter Eben avance une explication : Miró n'aime que les sensations colorées de l'arène qui lui fournissent toute une série d'harmonies et de tons fortement évocateurs. Il assiste à la corrida comme à une fête populaire teintée d'érotisme, mais dont il ne mesure pas l'enjeu. Il ne se limite pas à l'aspect tragique de la course, il y introduit nombreuses évocations comiques.

## Miró et le mouvement surréaliste

### Le discret
Dans sa période surréaliste, l'œuvre de Miró la plus représentative est Le Carnaval d'Arlequin (1924-1925), exposée à la galerie Pierre, en même temps que deux autres de ses œuvres : Le Sourire de ma blonde et Le Corps de ma brune. Toutefois, si des œuvres de l'artiste ont été reproduites dans La Révolution surréaliste, si Breton l'a déclaré « le plus surréaliste d'entre nous » et si Miró a participé à une exposition collective du groupe, son adhésion au mouvement ne va pas sans réticences. 

« En pleine révolution avant-gardiste, Miró a continué à verser son tribut à des origines (Tête de paysan catalan) dont il ne s'est jamais coupé, revenant régulièrement en Espagne. »

Bien qu'il soit tout à fait intégré au groupe avec lequel il a d'excellentes relations, son adhésion est assez « distraite » : 

« Même s'il assiste aux réunions du café Cyrano et que Breton le considère comme “le plus surréaliste d'entre nous”, il ne suit aucun mot d'ordre du mouvement et préfère s'en référer à Klee que ses amis Arp et Calder lui ont fait découvrir. »

 Au café Cyrano, il reste d'ailleurs silencieux. Ses silences sont réputés et André Masson dira qu'il est resté intact. Miró est surtout le compagnon de route du mouvement et il mène avec discrétion sa propre expérience poétique et picturale, « […] qui le portera à l'extrême du possible de la peinture et au cœur même de cette surréalité véritable dont les surréalistes n'ont guère reconnu que les marges ».
Au sein du groupe des surréalistes, Miró est un artiste à part. Son ami, Michel Leiris, explique qu'il est souvent l'objet de moqueries pour sa correction un peu bourgeoise, son refus de multiplier les aventures féminines et pour sa mise en avant du pays natal et rural contre le centre parisien.

### Le naïf
Ce que Breton appelle un « certain arrêt de la personnalité au stade enfantin» est, en réalité, une âpre conquête des pouvoirs perdus depuis l'enfance. Le refus de Miró d'intellectualiser ses problèmes, sa façon de peindre des tableaux au lieu de parler peinture, le rendent suspects aux yeux des « gardiens vigilants de la pensée du maître Breton » (José Pierre entre autres) et de l'orthodoxie surréaliste. On a pour lui les égards qu'on a pour les enfants prodiges, avec un peu de mépris condescendant pour sa facilité, sa profusion et la richesse naturelle de ses dons.

D'abord jeune prodige du mouvement, il est mis à l'écart par Breton en 1928. Ce dernier l'avait déjà éloigné : la célèbre citation de Breton, faisant de Miró « le plus surréaliste d'entre nous », contient dans sa version complète de la condescendance, du mépris et non un éloge comme semble l'être la version tronquée. José Pierre, maître de l'orthodoxie surréaliste, reproche à Jacques Dupin d'être un adversaire de Breton parce qu'il a publié la citation complète de Breton. En 1993, Dupin réédite la citation dans son intégralité : 

« Pour mille problèmes qui ne le préoccupent à aucun degré, bien qu'ils soient ceux dont l'esprit humain est pétri, il n'y a peut-être en Joan Miró qu'un désir : celui de s'abandonner pour peindre, et seulement pour peindre (ce qui pour lui est se restreindre au seul domaine dans lequel nous sommes sûrs qu'il dispose de moyens), à ce pur automatisme auquel je n'ai, pour ma part, jamais cessé de faire appel, mais dont je crains que Miró par lui-même ait très sommairement vérifié la valeur, la raison profonde. C'est peut-être, il est vrai par là qu'il peut passer pour le plus “surréaliste” de nous tous. Mais comme nous sommes loin de cette chimie de l'intelligence dont on a parlé. »

La mise à l'écart de Miró par Breton se radicalise en 1941 lorsque le peintre refuse tout dogme esthétique. Breton corrige ses propos en 1952, lors de l'exposition des Constellations, mais il récidive peu après la même année en publiant Lettre à une petite fille d'Amérique, où il déclare : « Quelques artistes modernes ont tout fait pour renouer avec le monde de l'enfance, je pense notamment à Klee, à Miró qui, dans les écoles, ne sauraient être trop en faveur. »

### Le maître libre
Miró a écrit des poèmes surréalistes. Son abondante correspondance, ses entretiens avec des critiques d'art et ses déclarations dans les revues d'art, ont été réunis par Margit Rowell en un seul volume, sous le titre : Joan Miró: Selected Writings and Interviews, traduit en français sous le titre Écrits et entretiens, dans lequel on retrouve notamment l'entretien de 1948 avec James Johnson Sweeney et un entretien inédit de 1970 avec Margit Rowell. Il a également illustré des recueils de poèmes ou de prose d'autres représentants du mouvement surréaliste, ou des « compagnons de route » des surréalistes : Jacques Prévert, Raymond Queneau, René Char, Jacques Dupin, Robert Desnos.
La spontanéité du peintre s'accorde mal avec l'automatisme préconisé par le surréalisme. Ses tableaux, qu'ils aient été réalisés pendant les années 1920 — lors de sa période dite surréaliste — ou plus tard, relèvent de la spontanéité la plus absolue et la plus personnelle. C'est l'accomplissement du rêve sur la toile. Miró n'a que très brièvement effleuré le surréalisme, il n'en est pas un véritable représentant.

« Je commence mes tableaux sous l'effet d'un choc que je ressens et qui me fait échapper à la réalité. La cause de ce choc peut être un petit fil qui se détache de la toile, une goutte d'eau qui tombe, cette empreinte que laisse mon doigt sur la surface de la table. De toute façon il me faut un point de départ, ne serait-ce qu'un grain de poussière ou un éclat de lumière. […] Je travaille comme un jardinier ou comme un vigneron […]. »

## Religion
Joan Miró reçut une éducation catholique. La thèse de Roberta Bogni indique qu'il a été plutôt pratiquant et qu'il donna une éducation catholique à sa fille. Bogni relève, outre sa fréquentation du Cercle Artístic Sant Lluc, dirigé par l’évêque Josep Torras i Bages, son intérêt pour le spirituel, son imprégnation des dogmes religieux catholique dans son œuvre et un certain mysticisme qu'il lui inspire sa symbolique. Miro s'inspire en particulier de l’œuvre de l'apologiste majorquin médiéval Ramon Llull qu'il connaît en profondeur. Cependant, en 1978, l’Évêché refusa qu'il intervienne sur une œuvre pour la cathédrale de Palma arguant son athéisme. L'écrivain Jacques Dupin indique pourtant qu'il est probable qu'il eut cru à l'existence d'un être supérieur.
Le nom de famille « Miró » est associé à Majorque à une ascendance juive, ce qui valut à l'artiste la destruction de ses toiles par l'éphémère Jeunesses anti-juives en 1930, et à des affiches pour ses expositions d'être taguées « Chueto » à Palma.

## Principales œuvres

### Principales peintures

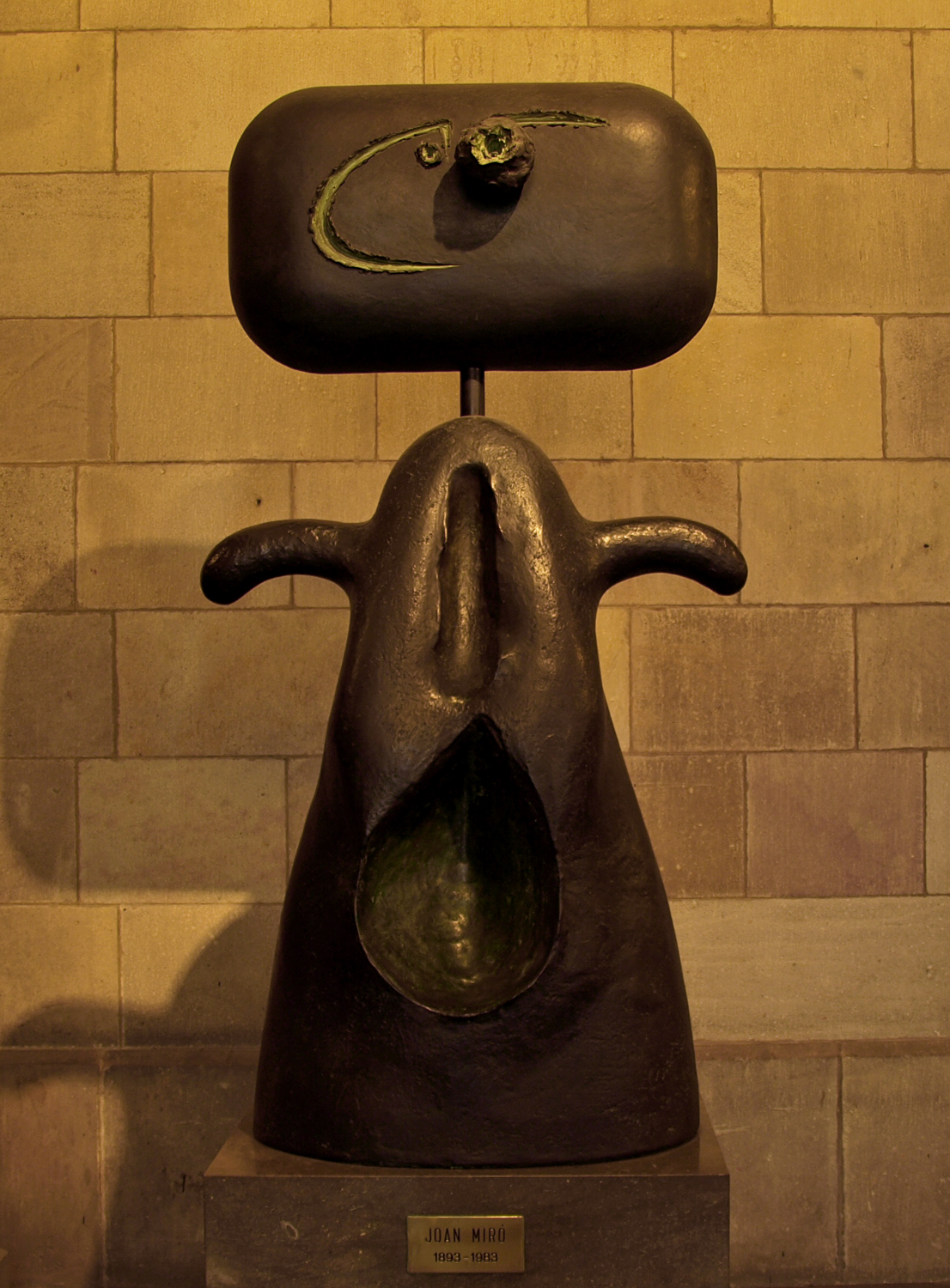
Femme (1981), mairie de Barcelone.

| Époque    | Nom de l'œuvre                                               | Technique                                                        | Institut                                                                                                  | Ville                   |
| --------- | ------------------------------------------------------------ | ---------------------------------------------------------------- | --- | ----------------------- |
| 1916      | Plage de Mont-Roig                                           | huile sur toile                                                  | Fondation Joan-Miró                                                                                       | Barcelone               |
| 1917      | Nord-Sud                                                     | huile sur toile                                                  | collection Paule et Adrien Maeght                                                                         | Paris                   |
| 1919      | Autoportrait                                                 | huile sur toile                                                  | Musée Picasso                                                                                             | Paris                   |
| 1921      | Grand nu debout                                              | huile sur toile                                                  | Perls Galleries                                                                                           | New York                |
| 1921      | La Ferme                                                     | huile sur toile                                                  | National Gallery of Art                                                                                   | Washington              |
| 1921      | Portrait d'une danseuse espagnole                            | huile sur toile                                                  | Musée Picasso                                                                                             | Paris                   |
| 1923      | Le Champ de Llaurat                                          | huile sur toile                                                  | Fondation Solomon R. Guggenheim                                                                           | New York                |
| 1924      | Paysage catalan (Le Chasseur)                                | huile sur toile                                                  | Museum of Modern Art                                                                                      | New York                |
| 1924      | La Famille                                                   | craie noire et rouge sur papier émeri                            | Museum of Modern Art                                                                                      | New York                |
| 1924      | Maternité                                                    | huile sur toile                                                  | Scottish National Gallery of Modern Art                                                                   | Édimbourg               |
| 1925      | Le Carnaval d'Arlequin                                       | huile sur toile                                                  | Albright-Knox Art Gallery                                                                                 | Buffalo                 |
| 1927      | Le Cheval de cirque                                          | huile sur toile                                                  | Hirshhorn Museum and Sculpture Garden, Smithsonian Institution et Musée communal des beaux-arts d'Ixelles | Washington et Bruxelles |
| 1927      | Tête                                                         | huile sur toile                                                  | Centre Georges-Pompidou                                                                                   | Paris                   |
| 1928      | Intérieur hollandais I                                       | huile sur toile                                                  | Museum of Modern Art                                                                                      | New York                |
| 1928      | Intérieur hollandais II                                      | huile sur toile                                                  | Collection Peggy Guggenheim, Fondation Solomon R. Guggenheim                                              | Venise                  |
| 1928      | Intérieur hollandais III                                     | huile sur toile                                                  | Metropolitan Museum of Art                                                                                | New York                |
| 1928      | Portrait d'une danseuse                                      | collage                                                          | Centre national d'art et de culture Georges-Pompidou                                                      | Paris                   |
| 1930      | Peinture, la magie de la couleur                             | huile sur toile                                                  | Menil Collection                                                                                          | Houston                 |
| 1930      | Peinture                                                     | huile et plâtre sur toile                                        | Fondation Beyeler                                                                                         | Bâle                    |
| 1933      | Composition                                                  | huile sur toile                                                  | Kunsthalle                                                                                                | Berne                   |
| 1933      | Composition, concentration plastique                         | huile sur toile                                                  | Lille Métropole Musée d'art moderne, d'art contemporain et d'art brut                                     | Villeneuve-d'Ascq       |
| 1934      | Escargot, Femme, Fleur et Étoile                             | huile sur toile                                                  | Musée du Prado                                                                                            | Madrid                  |
| 1934      | Personnage                                                   | pastel sur papier velours                                        | Musée national d'Art moderne                                                                              | Paris                   |
| 1937      | Nature morte au vieux soulier                                | huile sur toile                                                  | Museum of Modern Art                                                                                      | New York                |
| 1938      | Peinture-poème « Une étoile caresse le sein d'une négresse » | huile sur toile                                                  | Tate Gallery                                                                                              | Londres                 |
| 1939-1941 | Série des Constellations                                     | tempera, gouache, huile, pastel, peinture à l'essence sur papier | Fondation Miró et Museum of Modern Art                                                                    | Barcelone et New York   |
| 1942-1949 | Femme, Oiseau, Étoile                                        | pastel, crayon, résine, gouache, fusain, huile sur toile         | Collection Rosengart et collection Jeannette et Paul Haim                                                 | Lucerne et Paris        |
| 1945      | La Course de taureaux                                        | huile sur toile                                                  | Centre national d'art et de culture Georges-Pompidou                                                      | Paris                   |
| 1953      | Grande bande                                                 | huile sur toile                                                  | Musée de Grenoble                                                                                         | Grenoble                |
| 1959      | Pour moi la nuit                                             | huile sur toile                                                  | N.C. | N.C.                    |
| 1961      | Bleu I, Bleu II, Bleu III                                    | huile sur toile                                                  | Centre national d'art et de culture Georges-Pompidou                                                      | Paris                   |
| 1968      | Personnage devant le soleil                                  | acrylique                                                        | Fondation Miró                                                                                            | Barcelone               |
| 1968-1973 | Mai 1968                                                     | huile sur toile                                                  | Fondation Miró                                                                                            | Barcelone               |
| 1972      | Femme et oiseau à l'aube                                     | huile sur toile                                                  | N.C. | N.C.                    |
| 1974      | L'Espoir du condamné à mort                                  | huile sur toile                                                  | Fondation Miró                                                                                            | Barcelone               |

Sources :,,

### Principaux murs de céramiques

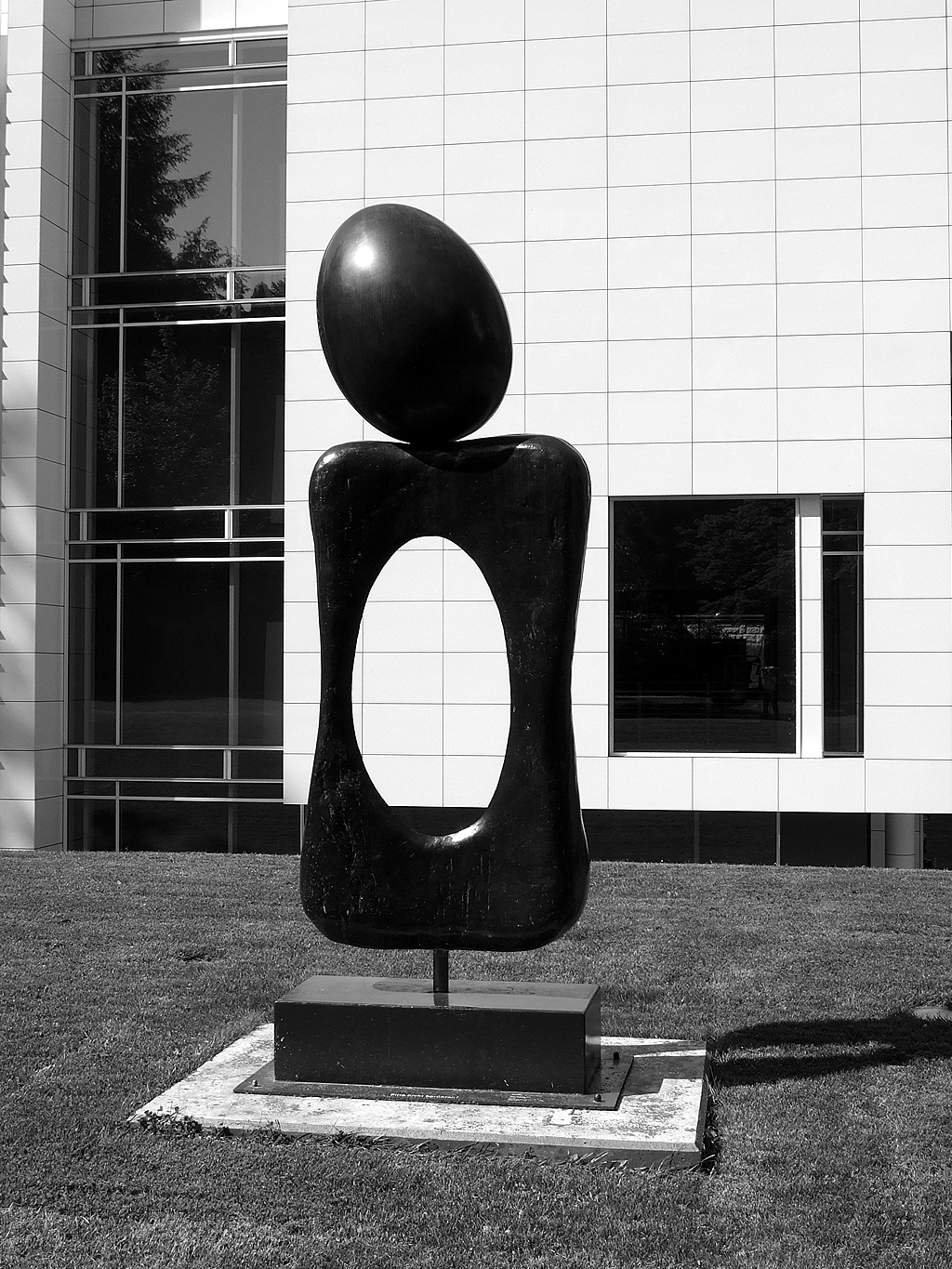
Sculpture à Baden-Baden.

| Époque | lieu                                           | Ville                |
| ------ | ---------------------------------------------- | -------------------- |
| 1950   | Université Harvard                             | Harvard              |
| 1958   | Siège de l'UNESCO                              | Paris                |
| 1964   | Handelshochschule                              | Saint-Gall           |
| 1964   | Labyrinthe Fondation Maeght                    | Saint-Paul-de-Vence  |
| 1970   | Terminal B, aéroport de Barcelone              | El Prat de Llobregat |
| 1970   | Pavillon du gaz de l'exposition internationale | Osaka                |
| 1971   | Wilhelm-Hack-Museum                            | Ludwigshafen         |
| 1972   | Cinémathèque                                   | Paris                |
| 1976   | Locaux d'IBM                                   | Barcelone            |
| 1980   | Nouveau Palais des Congrès                     | Madrid               |
| 1983   | Parc del Mar                                   | Palma de Majorque    |

### Principales sculptures
| Époque    | Nom de l'œuvre                                  | Technique                             | lieu | Ville                  |
| --------- | ----------------------------------------------- | ------------------------------------- | --- | ---------------------- |
| 1933      | Personnage et parapluie                         | bois, parapluie et feuilles sèches    | Fondation Miró                                                                                             | Barcelone              |
| 1967      | Oiseau solaire (bronze)                         | bronze                                | 5 exemplaires numérotés et deux épreuves d'artiste, offerts à la ville de Paris et au Museum of Modern Art | Paris et New York      |
| 1968      | Oiseau lunaire (marbre)                         | marbre de Carrare                     | Fondation Maeght                                                                                           | Saint-Paul-de-Vence    |
| 1961-1981 | Labyrinthe                                      | bronze, fer, marbre, céramique, béton | Fondation Maeght                                                                                           | Saint-Paul-de-Vence    |
| 1967      | Montre du vent                                  | bronze                                | Fondation Miró                                                                                             | Barcelone              |
| 1967      | La Caresse d'un oiseau                          | bronze peint                          | Fondation Miró                                                                                             | Barcelone              |
| 1973      | Femme verre                                     | bronze                                | Parc Cultural Viera i Clavijo                                                                              | Santa Cruz de Tenerife |
| 1974      | Chien                                           | bronze                                | Fondation Miró                                                                                             | Barcelone              |
| 1974      | Tête                                            | bronze                                | Fondation Pierre Gianadda, parc de sculptures                                                              | Martigny               |
| 1978      | Ensemble monumental                             | résine de polyester peint             | La Défense                                                                                                 | Puteaux                |
| 1981      | Le soleil, la lune et une étoile (Miss Chicago) | béton et bronze                       | Washington Street                                                                                          | Chicago                |
| 1981      | Femme                                           | bronze                                | Hôtel de ville                                                                                             | Barcelone              |
| 1983      | Femme et oiseau                                 | ciment et céramiques                  | Parc Joan-Miró                                                                                             | Barcelone              |

### Principales illustrations
| Époque | Auteur          | Ouvrage                                    | Technique                         |
| ------ | --------------- | ------------------------------------------ | --------------------------------- |
| 1930   | Tristan Tzara   | L'Arbre des Voyageurs                      | 4 lithographies                   |
| 1933   | Georges Hugnet  | Enfances                                   | 3 gravures                        |
| 1944   | Joan Miró       | Barcelona                                  | 50 lithographies en noir et blanc |
| 1948   | Henry Miller    | Le Sourire au pied de l'échelle            | N.C.                              |
| 1951   | Tristan Tzara   | Parler seul                                | gravures et dessins               |
| 1954   | Joan Miró       | Une hirondelle                             | textes et dessins                 |
| 1957   | René Crevel     | Bague d'aurore                             | 5 eaux-fortes                     |
| 1958   | Paul Éluard     | À toute épreuve                            | 80 gravures sur bois              |
| 1958   | André Breton    | Constellations                             | 22 textes en écho à 22 gouaches   |
| 1959   | René Char       | Nous avons                                 | 5 eaux-fortes                     |
| 1961   | Raymond Queneau | Album 19                                   | 19 lithographies                  |
| 1966   | Alfred Jarry    | Ubu Roi                                    | 13 lithographies                  |
| 1967   | Ivan Goll       | Bouquets de rêves pour Neila               | 19 lithographies                  |
| 1971   | Joan Miró       | Ubu aux Baléares Le Lézard aux plumes d'or | textes et dessins                 |
| 1972   | Joan Brossa     | Ode à Joan Miró                            | 8 lithographies                   |
| 1975   | Jacques Prévert | Adonides                                   | 63 gravures                       |

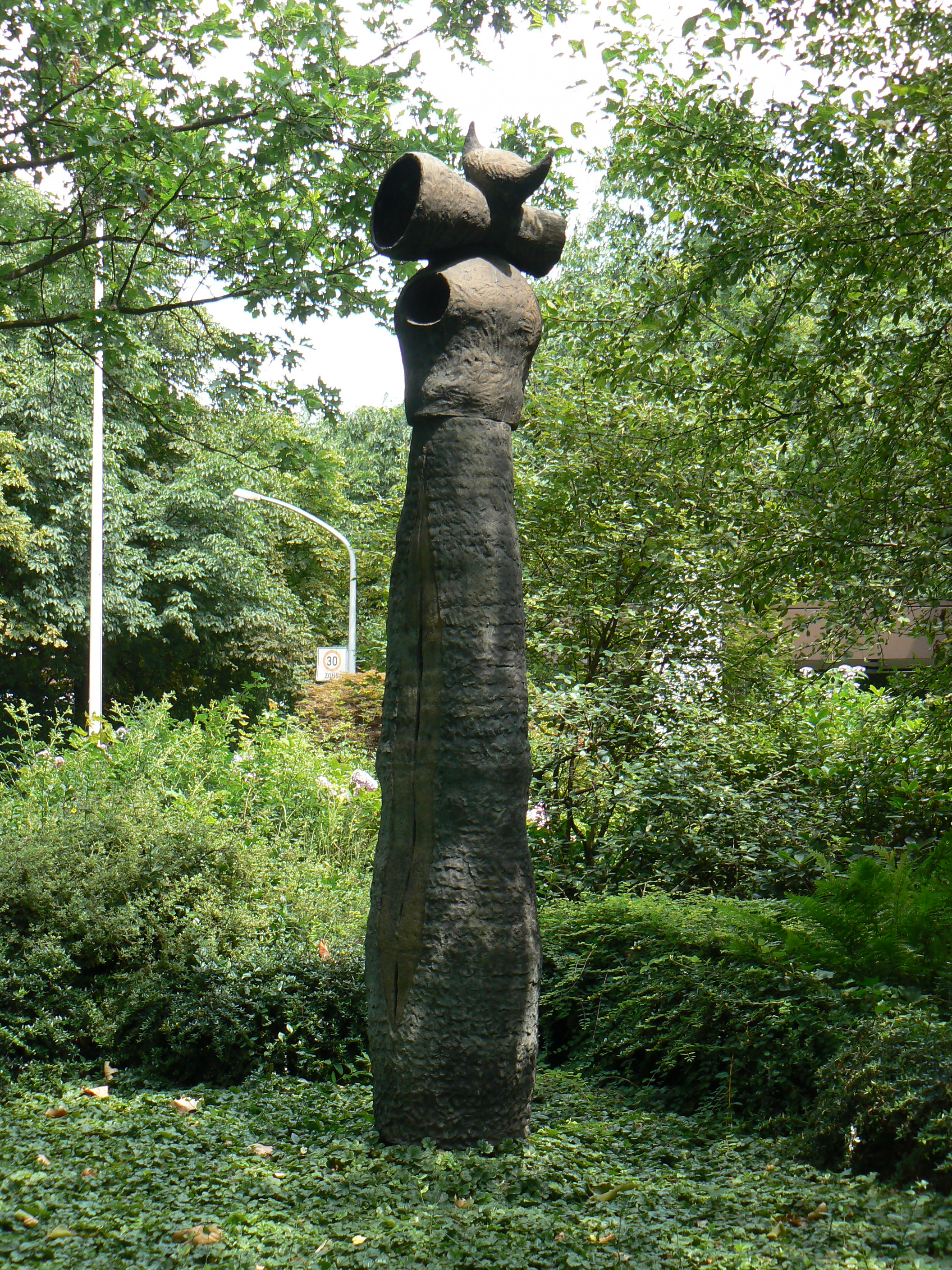
Personnage et oiseau (Duisbourg).

En 1974, la ré-interprétation de l'oiseau postal, logotype des postes françaises, devient la première œuvre artistique spécialement créée pour être reproduite sur un timbre de la « série artistique », en France et à Barcelone.

## Culture populaire
L'œuvre de l'artiste devient très populaire après une série d'articles et de critiques. De nombreuses impressions de ses œuvres sont faites sur des objets de la vie quotidienne : vêtements, plats, verres, etc. Il existe également un parfum Miró, où le flacon et l'emballage sont des souvenirs de l'artiste.

Le logo de la Caixa par Miró.

La banque espagnole La Caixa utilise depuis les années 1980 une œuvre de Miró comme logo : une étoile bleu marine à laquelle il donne une « image vivante d'une étoile de mer », ainsi qu'un point rouge et un point jaune, dont les couleurs symbolisant les drapeaux de l'Espagne et des îles Baléares.
L'affiche officielle de la Coupe du monde de football 1982 est également une œuvre de Miró. Après quelques modifications par l'artiste, celle-ci est reprise par l'Office du tourisme espagnol. C'est un soleil, une étoile et le texte España, de couleurs rouge, noir et jaune.
Un quartette à cordes, originaire d'Austin (Texas), est fondé en 1995, sous le nom de Quartette Miró.
Google dédie un doodle à l'artiste, le 20 avril 2006, pour les 113 ans de la naissance de Miró.
Dans l'épisode La mort avait les dents blanches de la série Hercule Poirot, le célèbre détective accompagné du Capitaine Hasting, dans le cadre de leur enquête, se rend à un vernissage de tableau contemporain où ils contempleront un tableau de Miró intitulé " Homme jetant une pierre à un oiseau " qui laissera perplexe le Capitaine se demandant lequel est l'homme ainsi que l'oiseau et même la pierre.

## Marché de l'art
Les peintures de l'artiste Joan Miró ont un grand succès sur le marché de l'art et se vendent à des prix très élevés. L'huile sur toile La Caresse des étoiles s'est vendue à 17 065 000 $, le 6 mai 2008, chez Christie's, à New York, soit 11 039 348 euros. Les peintures de Miró sont également parmi les plus falsifiées au monde. La grande popularité des toiles et la cote importante des œuvres favorisent le développement de contrefaçons. Parmi les dernières toiles confisquées par la police, lors de l'Opération artiste, on trouve principalement des pièces de Miró, Picasso, Tàpies et Chillida,.

## Hommages
- Jardin Joan-Miró dans le 13e arrondissement de Paris.
- Square de l'Oiseau-Lunaire, 45-47, rue Blomet, dans le 15e arrondissement de Paris, à l'emplacement de son ancien atelier.
- (4329) Miró, un astéroïde de la ceinture principale, est nommé en son honneur[90].